# Konstitutionella revolutionen

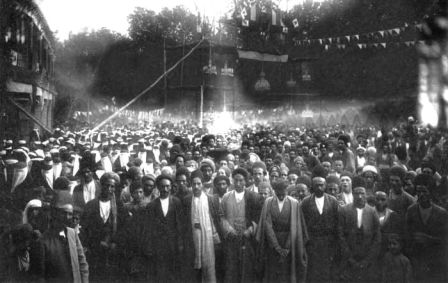
Demonstranter i den konstitutionella rörelsen (1906).

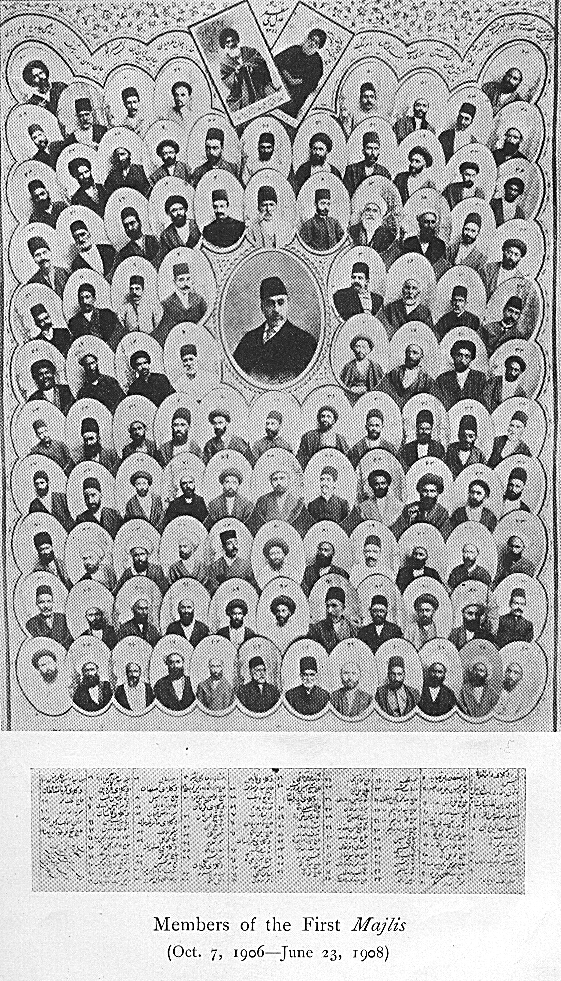
Ledamöter i Persiens första parlament (1906).

Den konstitutionella revolutionen i Persien var en liberal revolution som pågick från 1905 till omkring 1911. Den konstitutionella rörelsen bestod av västorienterade köpmän, hantverkare, aristokrater samt en del av det muslimska religiösa ledarskapet och rörelsens mål var att ersätta monarkins envälde med ett parlamentariskt system och att införa ett modernt rättssystem.
Revolutionen tog sin början hösten 1905. Efter protester och strejker i Teheran utlyste monarken Muzaffar al-din Shah Qajar den 5 augusti 1906 val till ett parlament (Majlis). Valet ägde sedan rum den 6 oktober 1906, och för första gången antogs även en författning om medborgarnas grundläggande rättigheter och detta blev början på Persiens konstitutionella monarki.
Efter Muzaffar al-din Shahs död gjorde den styrande qajariska dynastin flera misslyckade försök att med våld upplösa parlamentet, åsidosätta konstitutionen och återgå till absolut monarki. Efter den konstitutionella rörelsens politiska seger 1909 ockuperades norra Persien av ryska trupper 1912. Senare invaderades södra Persien av brittiska trupper och uppbyggnaden av ett parlamentariskt system i Persien kunde fortsätta först efter första världskriget.

## Orsaker och bakgrund

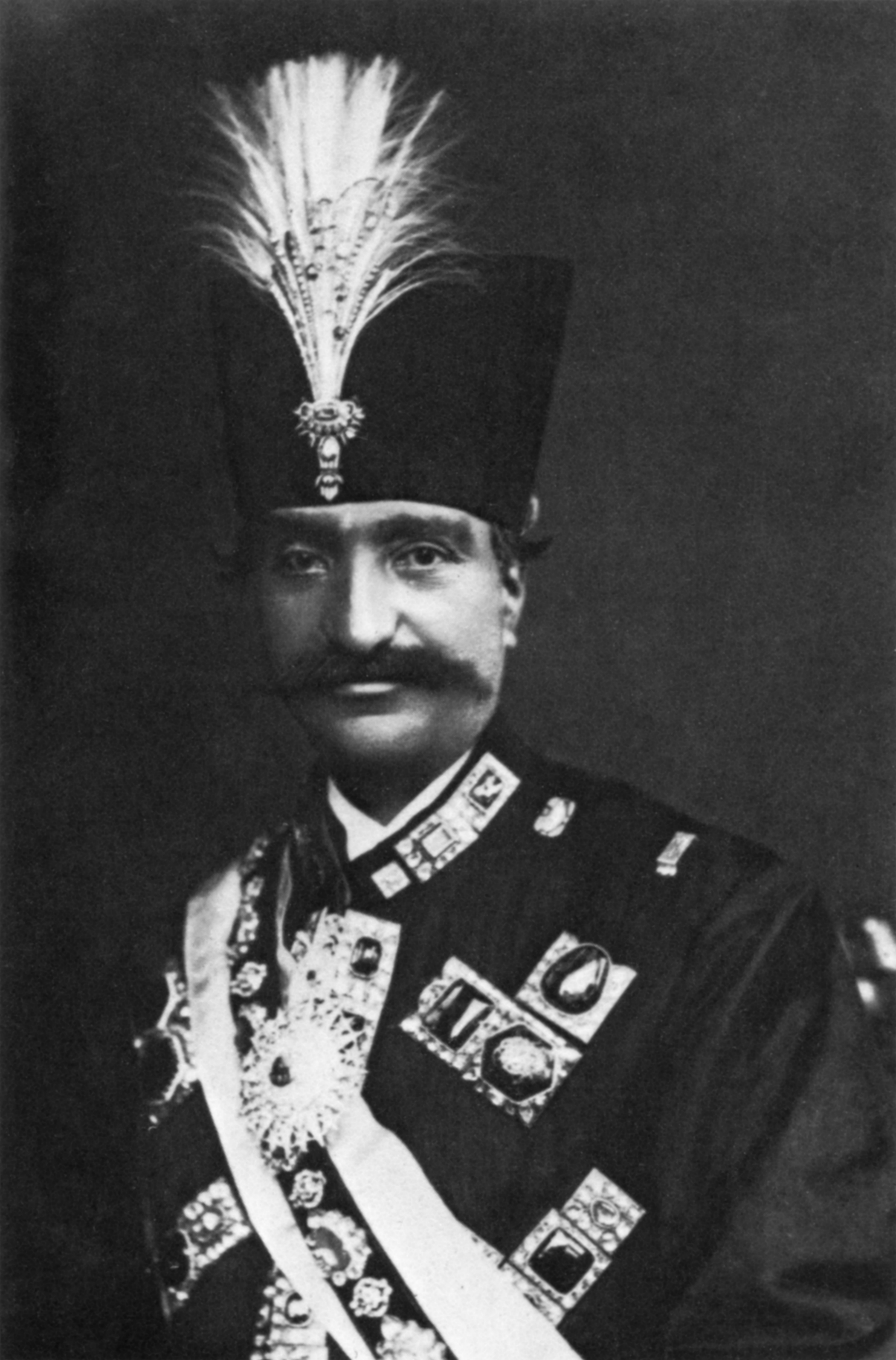
Nassredin Shah fotograferad av Félix Nadar.

Den främsta orsaken till den konstitutionella revolutionen var den ekonomiska och sociala politik Nassredin Shah förde. Efter mordet på hans premiärminister Amir Kabir regerade han själv som enväldig monark.
Med början kring 1848 hade statsminister Amir Kabir initierat ett omfattande reformprogram. Han hade hämtat inspiration från sina resor genom Ryssland och Osmanska riket och påbörjat reformer för Persien. Han hade upptäckt att Persien med sina stora mineraltillgångar hade goda förutsättningar för att genom en industrialisering ansluta sig till den ekonomiska och sociala utvecklingen i Europa. Amir Kabir hade främjat uppbyggnaden av industri- och gruvföretag och reformerat jordbruket. Med etableringen av det första universitetet i Teheran, Dar ul-Funun, ville han utbilda ingenjörer enligt den västerländska modellen. Amir Kabirs försök att bryta enväldets maktstrukturer, skapa ett modernt skattesystem, avskaffa aristokratins privilegier, genomföra jordreformer och avskaffa livegenskap, ledde till allvarliga konflikter med den regerande dynastin och slutade med att Amir Kabir mördades på uppdrag av Nassredin Shah.
Efter Amir Kabirs död gjordes en helomvändning i den ekonomiska politiken. Nassredin Shah  började nu tillåta utländska ekonomiska intressen att avancera genom att ge dem monopolkoncessioner på olika delar av den persiska ekonomin, bland annat fick Imperial Bank of Persia, som var brittiskägd, monopol på sedelutgivningen. Ett första uppror mot koncessionspolitiken var Tobaksprotesten 1891 som riktade sig mot shahens försök att ge ett brittiskt bolag koncession för all tobaksodling och tobakshandel i Persien. Tobaksodlarna och tobakshandlarna vägrade att samarbeta med britterna. Även det muslimska religiösa ledarskapet deltog i upproret genom att utfärda en "tobaksfatwa", ett tillfälligt förbud mot tobaksrökning. Shahen tvingades återkalla koncessionen för att avsluta de pågående demonstrationerna, men landet fick betala ett högt pris för detta. Britterna krävde ett skadestånd på 500 000 pund sterling, som skulle finansieras genom ett lån från en brittisk bank med 6 procents ränta. Persien hade plötsligt fått sin första utlandsskuld utan att få något i gengäld för det. Denna för Persien katastrofala koncessionspolitik, tillsammans med ytterligare skulder till den ryska statsbanken, ledde landet allt längre in i det ekonomiska och politiska beroendet av Ryssland och Storbritannien. Vid Sankt Petersburg-fördraget 1907 indelades Persien i ekonomiska zoner. Den norra delen av Persien tillföll Ryssland, medan britterna säkrade södern.

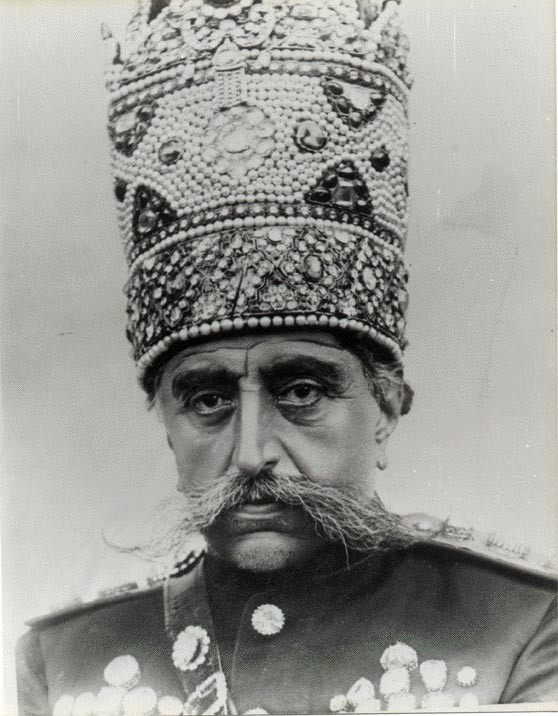
Mozaffar al-Din Shah.

Nassredin Shah efterträddes av Muzaffar al-Din Shah, som i ett första skede fortsatte med samma politik, men köpmännen och det muslimska religiösa ledarskapet krävde reformer. Köpmännen ville inte acceptera att "utlänningarna" tog över fler och fler sektorer av ekonomin och även delar av det muslimska religiösa ledarskapet som var ekonomiskt beroende av donationer från lokala köpmän blev allt mer kritiska. Till detta kom att "utlänningar" inte omfattades av det tryck som utövades av det muslimska religiösa ledarskapet islamiska jurisdiktion, vilket gjorde dem juridiskt svåråtkomliga
Under förspelet till den konstitutionella revolutionen bildades två fundamentalt olika rörelser. En sekulär gruppering som baserades på västerländska idéer, som kan karakteriseras som en borgerlig legalistisk rörelse (persiska: maschruteh). En liten del av denna rörelse kallade sig senare ungperser (först omnämnda den 22 september 1908 i den persiska tidningen Habl el-Matin). Deras namn var inspirerat av ungturkarna. Den andra gruppen leddes av det muslimska religiösa ledarskapet. Denna rörelse baserades på islamiska principer och sharialagar (persiska: maschrueh). Båda rörelserna ville ersätta shahens enväldiga makt med en ny regeringsform. Medan maschruteh eftersträvade en konstitutionell monarki av västerländsk modell, ville maschrueh upprätta en stat i enlighet med islamiska principer.
Den grundläggande konflikten mellan de två rörelserna kunde den konstitutionella revolutionen inte lösa i slutändan. I slutet av den konstitutionella revolutionen hade Persien verkligen en konstitution och ett parlament, men införandet av omfattande medborgerliga friheter, religionsfrihet och därmed åtskillnad mellan stat och religion kunde inte upprättas. Den 7 oktober 1907 antog parlamentet som en kompromiss ett tillägg till konstitutionen, som fastslog shiitisk islam som officiell religion i Persien, föreskrev att shahen måste vara shiamuslim och stå upp för islam, och att en panel av åtminstone fem imamer måste kontrollera att parlamentets alla lagförslag överensstämmer med islamiska principer. Således hade det muslimska religiösa ledarskapet beviljats ett konstitutionellt veto. Enligt en grundlagsändring kunde denna bestämmelse varken ändras eller avskaffas, och den skulle gälla tills den fördolde tolfte imamen återkom och blev synlig igen.
Denna grundläggande konflikt mellan bourgeoisin och det muslimska religiösa ledarskapet existerar än idag. Den islamiska revolutionen 1979 och skapandet av den islamiska republiken Iran var en fortsättning på en konflikt som började med de politiska konflikterna under den konstitutionella revolutionen 1905.

## Revolutionens förlopp

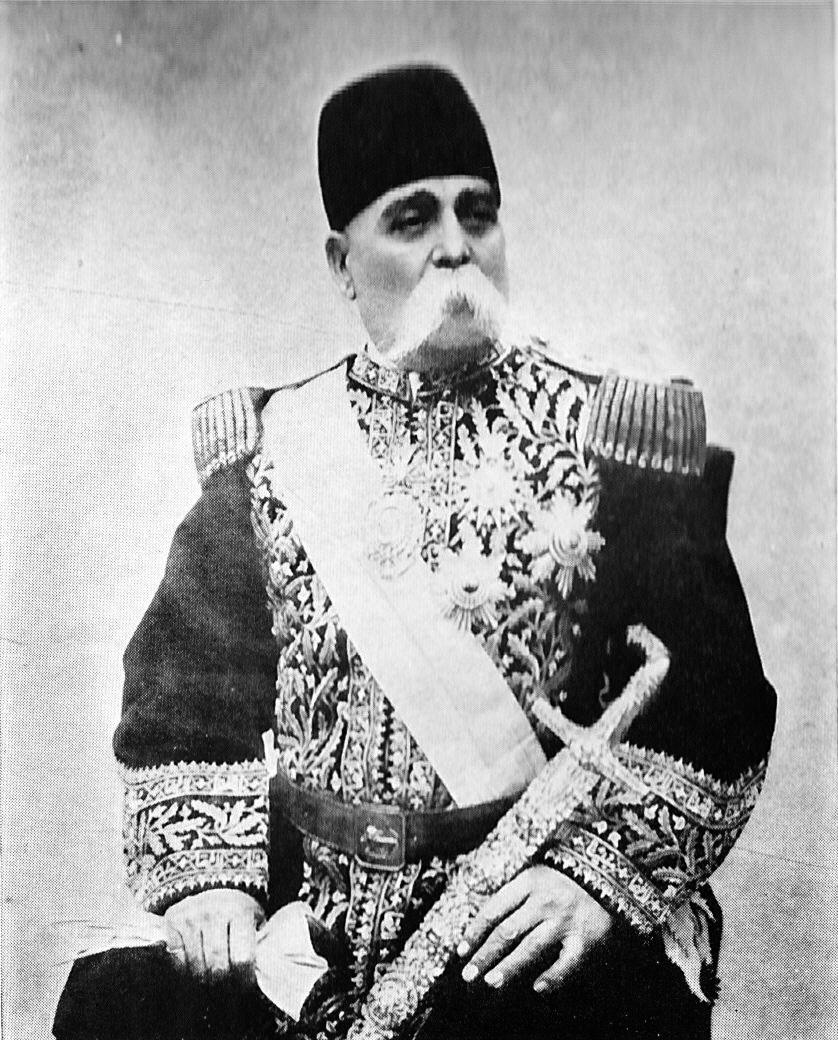
Soltan Abdol Madschid Mirza Eyn-al-Dowleh, 1904.

1899 tog Muzaffar al-Din Shah ett lån på 2,4 miljoner pund till en ränta på 5 % från den ryska statsägda banken för att kunna betala för sin resa till världsutställningen i Paris och för sina planerade kurer och medicinska behandlingar i Europa. Ränta och amortering skulle finansieras med tull- och skatteintäkter. Eftersom Persien vid den här tiden saknade fungerande tull- och skattesystem anställdes belgaren Naus som chef för Tullverket och befordrades ett år senare till minister för tullfrågor. Naus använde sig av den persiska kosackbrigaden för att ge tyngd åt tull- och skattefordringarna och sätta press på de betalningsskyldiga. Tariffen satte en avgift på alla importerade varor som var tre till fyra gånger högre än inköpspriset. I september 1903 blev Abdol Majid Mirza Eyn al-Dowleh premiärminister. Han slöt i februari 1904 ett nytt tullavtal mellan Persien och Ryssland, med ökade taxor för att klara återbetalning av lån till Ryssland. I detta nya fördrag fick ministern Naus rätt att använda våld för att utkräva tullavgifter. Samma år drabbades Persien av en omfattande koleraepidemi  som orsakade många dödsfall och den redan svåra ekonomiska situationen fortsatte att försämras. I basaren i Teheran, landets kommersiella centrum, växte missnöje och rastlöshet som snart skulle resultera i våldsamma sammandrabbningar.

### 1905: Strejker och demonstrationer
I mars 1905 genomfördes den första av imamer anordnade protestmarschen mot tullminister Naus. I början av april klagade företrädare för köpmännen under ett möte med premiärminister Muzaffar al-Din Shah och tullministern Naus mot de höga tullarna och de våldsamma indrivningsmetoderna som kunde vara allt från spöstraff till tvångsstängningar av affärsverksamheter som inte kunde betala. Naus visade dock ingen pardon och läxade upp köpmännens företrädare som han utmålade som bedragare som vägrade betala föreskrivna skatter och avgifter. Mötet avslutades utan resultat. Den 25 april 1905 stängde textilhandlarna, som var särskilt hårt drabbade av ökade skatter, sina affärer och begav sig till  Shah Abdul Azims gravmoské i Rayy för en flera dagar lång strejk som dock blev resultatlös. Muzaffar ad-Din Shah sade att han var sjuk och därför inte kunde fortsätta att förhandla och gav sig sedan iväg på en kurresa till Europa. Han stannade där i fem månader. Efter återkomsten skickades Naus på en "affärsresa" till Europa för att lugna de fortfarande upprörda köpmännen.
Det planerade bygget av en väg från den ryska gränsen till Tabriz gav upphov till rykten om en förestående invasion av ryska trupper till stöd för Muzaffar al-Din Shah. Den framgångsrika ryska revolutionen 1905 som gav Ryssland ett parlament och en konstitution gav demonstranterna nytt mod att kämpa mot det ryska förmyndarskapet och den orättfärdiga tullpolitiken i Persien. Den 25 november angreps ett ryskt bankkontor i Teheran som hade byggts på en tidigare gravplats i mitten av basaren, och i stridslystna tal förklarade man att bygget var ett brott mot de dödas griftefrid. Banken attackerades och raserades. Teherans guvernör Ala-al-Dowleh svarade med att arrestera demonstranter som sedan torterades med spöstraff (så kallad bastonad).
Den händelse som slutligen utlöste revolutionen var en dispyt mellan guvernören Ala al-Dowleh och basarens sockerhandlare den 12 december 1905. Sockerhandlarna anklagades för att hamstra socker för att kunna trissa upp försäljningspriset. Sockerlagren öppnades och togs i beslag och den ledande sockerhandlaren Seyyed Hashem Gandhi och hans son pryglades offentligt. Konflikten följdes av ett upplopp som skakade hela det politiska systemet i Persien. Basaren stängdes och den 14 december 1905 anordnades en stor demonstration där köpmännen deltog tillsammans med delar av det muslimska religiösa ledarskapet anförda av ayatollorna Abdullah Mojtahed Behbahani och Seyyed Mohammad Tabatabai, och även andra invånare i Teheran deltog. Marschen gick till Shah Abdul Azims grav i Rayy. I Teheran strejkade många under de följande 25 dagarna. Demonstranterna krävde ett "Rättvisans Hus", samt att guvernören Ala al-Dowleh och tullminister Naus avsattes.

### 1906: Demonstrationer för ett "rättvisans hus"

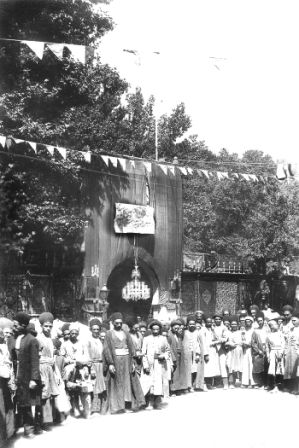
Demonstranter söker skydd på den brittiska ambassaden (1906).

På grund av den fortsatta strejken och befolkningens stöd till demonstranterna lovade Muzaffar al-Din Shah att ett "oberoende Rättvisans Hus" (en oberoende domstol) skulle inrättas. Den 14 januari 1906 återvände demonstranterna till huvudstaden och några av dem mottogs i Golestanpalatset av Muzaffar al-Din Shah. Den 15 januari avsattes guvernören i Teheran Ala al-Dowleh  och ersattes med Nayyer al-Dowleh, men i övrigt hände ingenting. Tullminister Naus satt kvar i regeringen. Den 7 februari 1906 stödde handelsminister Saad al-Dolweh kravet att Naus skulle avsättas, men premiärministern svarade med att förvisa handelsministern till Yazd. Efter ytterligare 12 dagar förvisades ytterligare en representant för proteströrelsen, Seyyed Jamal Waez Esfahani, från Teheran till Qom, för att förhindra fortsatt kritik mot regeringen. Den 1 maj 1906 diskuterade hela regeringen ett eventuellt inrättande av oberoende domstolar men man bestämde sig denna gång för att fortsätta med de av det muslimska religiösa ledarskapet stödda shariadomstolarna.
Premiärminister Abdol Majid Mirza Eyn al-Dowleh lät den 15 juni 1906 arrestera tre medlemmar av den konstitutionella rörelsen som anklagades för att vara bahaitroende och därmed kättare. Den 7 juli 1906 höll Seyyed Mohammad Tabatabai ett stridslystet tal för inrättandet av ett "Rättvisans Hus". Han drog historiska paralleller till mordet på Usman ibn Affan, den tredje kalifen efter profeten Muhammed, och fastslog folkets rätt att avsätta orättfärdiga härskare när som helst. Han uppmanade åhörarna att stoppa övergreppen i statsapparaten och eliminera orsaken, nämligen premiärminister Eyn al-Dowleh. Den 11 juli lät premiärministern arrestera Sheikh Mohammad Dowleh Waez som även han angripit regeringen i sina predikningar. En stor grupp demonstranter samlades framför arresten där Waez hölls fången, övermannade vakterna och befriade Waez. En överste som förde befälet svarade med att gripa en student från en religiös skola och döda honom med flera skott. Demonstranterna drog sig tillbaka och tog med sig den döda studentens kropp till en moské. Allt fler människor strömmade till moskén och stannade där i två dagar. På morgonen den 13 juli lämnade en protestmarsch moskén och gick i riktning mot basaren. Mirza Ahmad Khan, befälhavare för Farahangardet, stoppade demonstrationen och gav order om att skjuta på obeväpnade demonstranter som då drog sig tillbaka till moskén. Mer än 70 döda låg på gatorna och Ayatollah Behbahani lugnade demonstranterna vid moskén och bad dem att gå hem för att undvika ytterligare blodsutgjutelse.

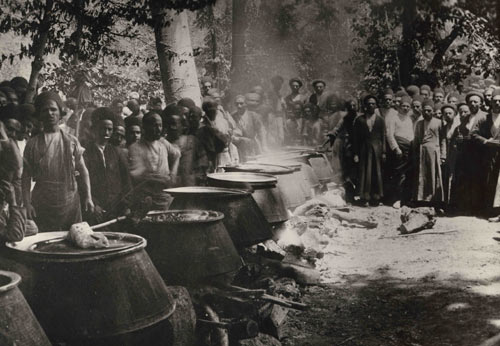
Utspisning vid den brittiska ambassaden, 1906.

Regeringen bestämde att inga fler predikningar av oppositionella imamer fick hållas i moskén. Den 14 juli tilläts imamerna lämna moskén och Teheran. Ayatollah Behbahani och några av hans anhängare reste i karavan från Teheran till Qom som ligger cirka 100 km söder om Teheran. På vägen växte antalet människor som följde dem, och när de var framme i Qom var de flera tusen. Sheikh Mohammad Waez höll ett långt och rörande tal om händelserna i Teheran och de många döda demonstranterna som regeringen bar ansvaret för.
I Teheran hade samtidigt 14 köpmän som stödde protesterna i basaren sökt skydd på den brittiska ambassaden. De krävde av Muzaffar al-Din Shah att alla imamer som förvisats från Teheran skulle få återvända, att premiärminister Eyn al-Dowleh skulle avgå, att ett "Rättvisans Hus" skulle inrättas och att de ansvariga för dödandet av obeväpnade demonstranter skulle ställas till svars. Nästa dag ville även textilhandlarna ha skydd på den brittiska ambassaden. En dag senare kom snickare och andra hantverkare. Mat togs in och man riktade in sig på att bo i ambassadens trädgård. Människor som var anhängare av monarkin släpptes inte in. Varje dag kom nya anhängare till den konstitutionella rörelsen, så att det till slut fanns tusentals människor på ambassadens område.
Muzaffar al-Din Shah som insåg att han inte kunde stoppa den konstitutionella rörelsen med våld avskedade premiärminister Eyn al-Dowleh, uppmanade det muslimska religiösa ledarskapet att återvända till Teheran och förväntade sig sedan att demonstranterna skulle lämna den brittiska ambassaden. Dessa stannade dock kvar där de var och upprepade sina krav på nya riktiga domstolar, ett pålitligt rättssystem och att shahens enväldiga makt skulle ersättas av lagar. Basarerna i alla större städer var stängda och den konstitutionella rörelsen spred sig över landet. En generalstrejk hade fört Persiens ekonomi till stillastående. Till stöd för de protesterande på den brittiska ambassaden i Teheran hade köpmännen nu samlat 100 000 toman och livsmedel som fördes in till ambassaden. Muzaffar al-Din Shah hade till slut inget annat val än att ge vika för kraven från demonstranterna.
Den 29 juli 1906 hade Nasrollah Khan Moshir al Dowleh utsetts till ny premiärminister. På den brittiska ambassadens område hade tält satts upp av demonstranterna, där olika yrkesgrupper och köpmän kunde mötas för politiska diskussioner. I början av augusti fanns mer än 13000 människor på ambassadområdet. Diskussionerna började handla om kraven på en konstitution och medborgerliga friheter. På Mozaffar ad-Din Shahs födelsedag den 5 augusti 1906 (13 amordad 1285) organiserade demonstranterna en stor fest framför ambassaden för att hedra shahen som hade undertecknat ett dekret där inrättandet av en rådgivande församling hade utlovats. Men offentlig läsning av texten ledde till stor besvikelse. Dekretet innebar bara att sex samhällsklasser (adel, stora markägare, furstar som Qajar-familjen, imamer, köpmän och hantverkare) var för sig skulle välja sina representanter till en församling som endast var rådgivande. Den politiska makten skulle även i fortsättningen vara i händerna på monarken.
Demonstranterna på den brittiska ambassaden förkastade omedelbart dekretet från den 5 augusti. Muzaffar al-Din Shah lät trots detta publicera dekretet på affischer i Teheran. Folk slet sönder affischerna utanför murarna. De ville inte ha någon församling av adelsmän och stora markägare som rådgivare utan en representation av folket som skulle kunna lagstifta och besluta om de stora politiska frågorna i landet. Muzaffar al-Din Shah skrev nästa dag i ett brev till demonstranterna att han omedelbart skulle sammankalla en expertkommitté (Majlis shura) som skulle förbereda en ny vallag för ett parlament, men att denna lag skulle vara anpassad till islam och traditionerna i landet. Demonstranterna delades nu i två läger. De flesta handlare gick tillbaka till basaren och öppnade sina butiker. Även imamerna i Qom var på väg tillbaka till Teheran. Studenterna vid det tekniska universitetet Dar-ol Fonun som hade kommit till den brittiska ambassaden den 8 augusti 1906 och monterat upp sina egna tält krävde däremot avskaffandet av monarkin, inrättandet av en republik och införandet av medborgerliga friheter. Dessa mer radikala krav kunde dock inte uppfyllas och de flesta andra demonstranter var nöjda med resultatet.
Den 18 augusti sammanträdde den av shahen utlovade expertpanelen. Inom tre veckor upprättade de en vallag för val till parlamentet, som undertecknades av shahen den 9 september 1906 och därmed trädde i kraft. Även om val förutsågs i hela Persien försökte Muzaffar al-Din Shah Qajar och Qajar-prinsarna in i det sista begränsa valet till att gälla enbart Teheran. När detta blev känt i Tabriz utlystes en lokal strejk som varade i 10 dagar. Den 27 september skickade Muzaffar al-Din Shah ett telegram till Tabriz och tillkännagav att valet skulle gälla även Azerbajdzjan och resten av provinserna i landet. Den 6 oktober 1906 (13 mehr 1285) kunde Muzaffar al-Din Shah öppna det första konstituerande sammanträdet i parlamentet i Golestanpalatset i Teheran. Medborgarna i Persien som hittills hade styrts av en enväldig härskare hade nu lyckats tillkämpa sig ett parlament (Majlis).
Den efterföljande parlamentsdebatten kretsade nästan uteslutande kring utvecklingen och antagandet av en konstitutionell text där rättigheter och skyldigheter klargjordes, liksom lagstiftningen och arbetsordningen för parlamentet och den ännu inte inrättade senaten. Efter månader av förhandlingar mellan ledamöterna och domstolarnas tjänstemän kunde Muzaffar al-Din Shah den 30 december 1906 underteckna en grundlag med 51 artiklar.

### 1907: Persien får ett parlament och en konstitution

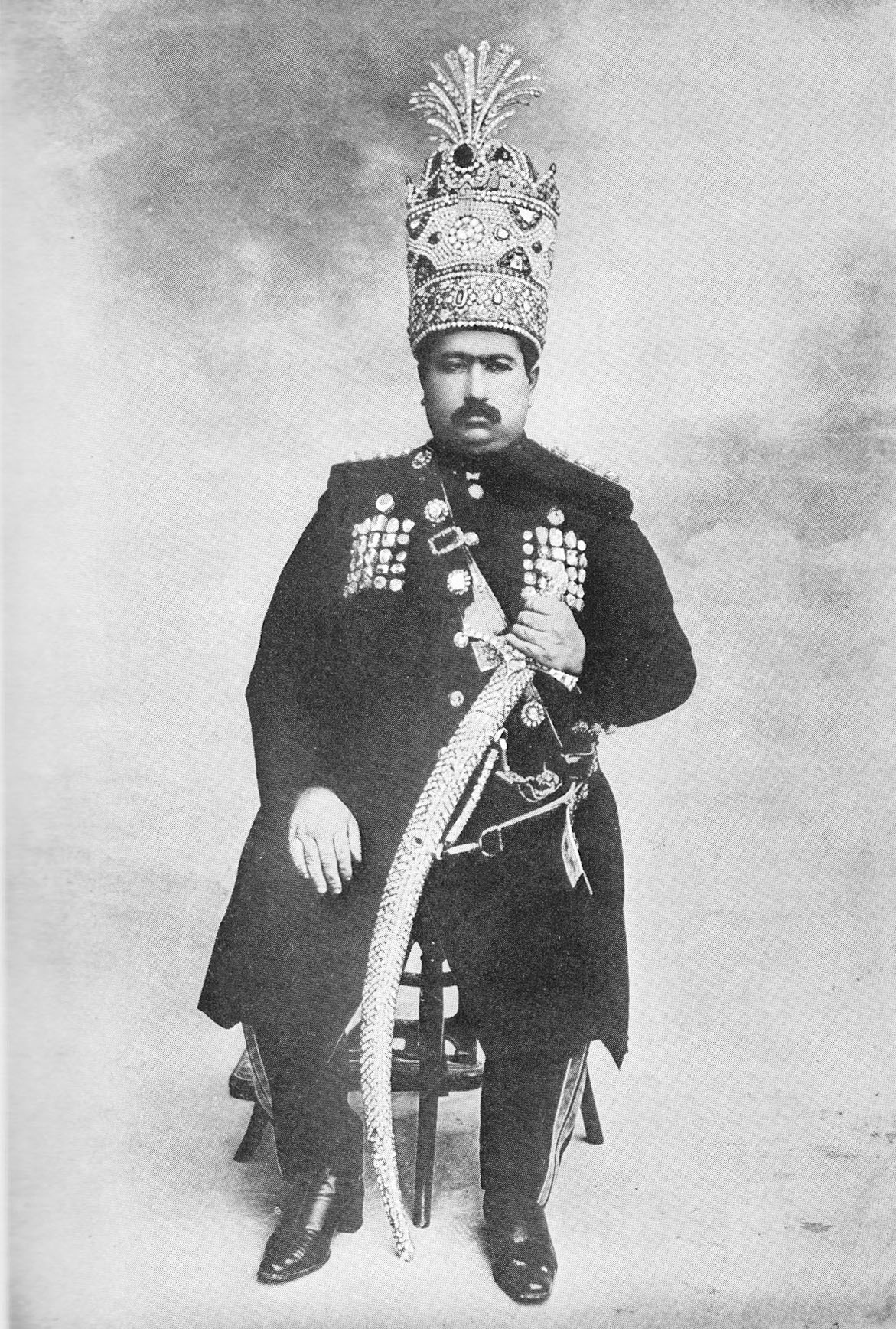
Mohammad Ali Shah.

Den 7 januari 1907 dog Muzaffar al-Din Shah, bara tio dagar efter att den första konstitutionen undertecknats. Hans son Mohammad-Ali Shah Qajar kröntes 10 dagar efter sin fars död till ny shah. Parlamentets representanter var inte inbjudna till kröningen. Mohammad Ali Shah hade bestämt sig för att ignorera parlamentet. Den 3 februari 1907 presenterade den nye premiärministern Nasrollah Khan Moshir al Dowleh i ett brev till parlamentet sin nya regering, men gjorde samtidigt klart att ministrarna bara var ansvariga inför shahen och endast om de ansåg det nödvändigt skulle rådfråga parlamentet. Parlamentsledamöterna blev arga över det förakt för parlamentet och konstitutionen som visades. Enligt grundlagen skulle Mohammad Ali Shah avlägga en ed inför parlamentet, och ministrarna borde ha godkänts av parlamentet. Som reaktion på föraktet för parlamentet stängde basaren i Tabriz den 6 februari 1907. Befolkningen i Tabriz krävde av Mohammed Ali Shah att han slutligen erkände att Persien statsskick var en konstitutionell monarki (maschruteh) och därmed en nationalstat grundad på europeisk modell, att ingen utlänning skulle vara minister i regeringen, att varje provins och stad skulle upprätta en lokal folkvald församling, att tullminister Naus (som var belgisk medborgare) och flera utländska tulltjänstemän skulle avskedas, samt att guvernören i Ardabil skulle avsättas.

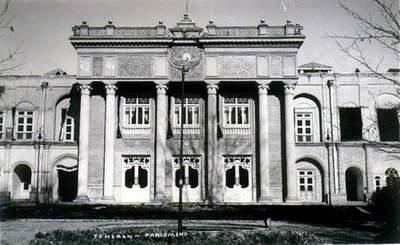
Parlamentsbyggnaden i Teheran.

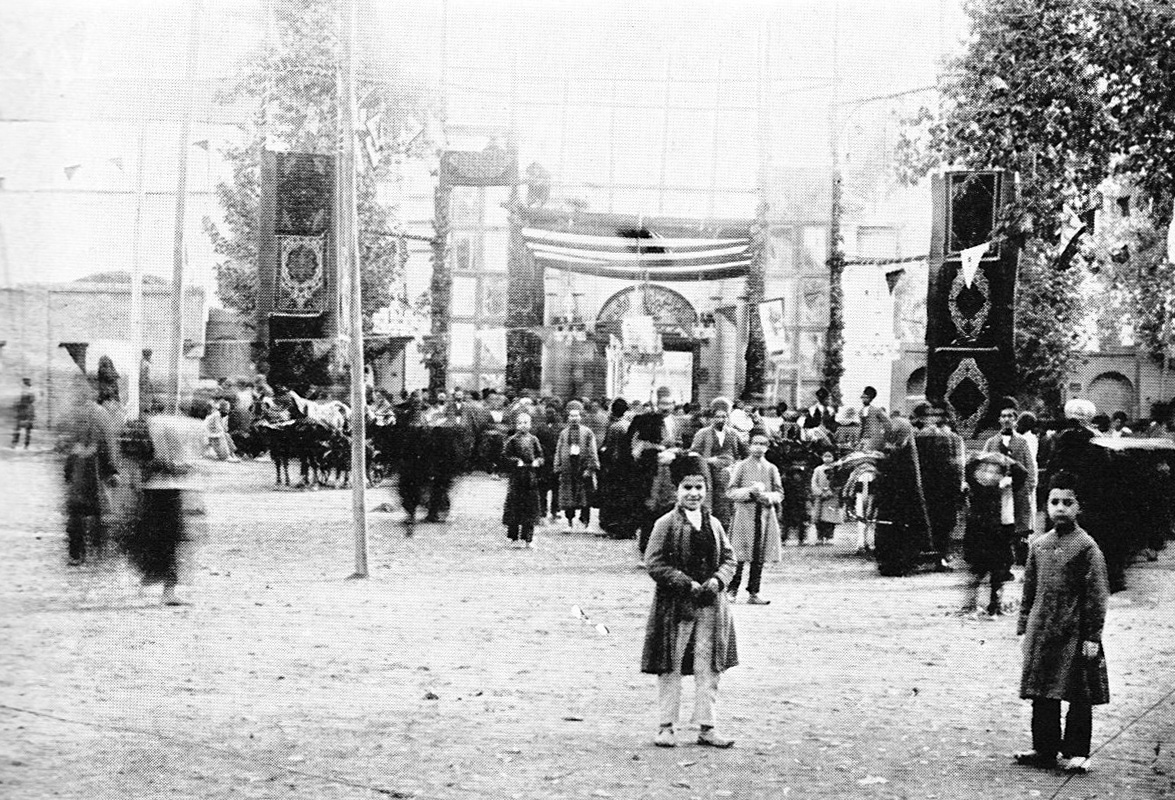
Vid ingången till det Persiska parlamentet, 1907.

Premiärminister Nasrollah Khan Moschir al Dowleh förklarade att Persien skulle fortsätta att vara en enväldigt styrd islamisk monarki (maschrueh), att shahen ensam bestämmer, att parlamentet kan utarbeta lagförslag men inte bestämma själv, och, framför allt, att tullminister Naus behövdes och därför inte kunde avsättas. Parlamentet förkastade uttalandet från premiärministern och förklarade tullminister Naus avsatt. Den 11 februari 1907 förklarade domaren Mokhber-al Saltaneh att en konstitutionell monarki och en nationalstat grundad på den europeiska modellen innebar medborgerlig frihet och därmed också religionsfrihet, men att detta dock aldrig kunde gälla Persien, eftersom fritt val av religion strider mot islam. Persien kunde därför, enligt domaren, bara vara en islamisk monarki och inte en konstitutionell, sekulär monarki och därför ingen nationalstat med en europeisk dimension. Tusentals Teheranbor samlades framför parlamentet för att demonstrera för en konstitutionell monarki (maschruteh) och en nationalstat. Mohammad Ali Shah tvingades ändra sig och förklarade i ett brev till parlamentet den 12 februari 1907 (22 bahman 1285) att regeringen i Persien skulle vara helt baserad på principerna om konstitutionell monarki ("Dowlat-e Iran maschruteh tammeh ast"). Han sammankallade en expertkommitté som skulle utarbeta ett tillägg till konstitutionen. Den 4 maj 1907 presenterade den nye premiärministern Ali Asghar Khan Atabak sin regering för parlamentet. Tvisten mellan de olika uppfattningarna om statsskicket och regeringens form eskalerade ytterligare. imamen Sheikh Fazlollah Nuri krävde en entydig bekännelse till maschrueh, den islamiska monarkin. Enligt hans lagförslag skulle en expertpanel bestående av fem imamer granska alla beslut i parlamentet för att se om de överensstämmer med de islamiska rättsprinciperna, annars skulle expertpanelen förklara besluten ogiltiga. Dessutom krävde han att denna bestämmelse skulle skrivas in i konstitutionen som oföränderlig och gälla tills den fördolde tolfte imamen blev synlig igen, och inte heller kunna ändras eller upphävas av en parlamentarisk majoritet. Den 15 juni 1907 enades parlamentet om att rösta igenom Nuris förslag, men han fick samtidigt lova att upphöra med sina verbala attacker på parlamentet.
Företrädare för maschruteh-riktningen ville dock inte erkänna sitt nederlag och organiserade demonstrationer mot Nuri och maschrueh-rörelsen. Hundratals mullor ledda av Fazlollah Nuri samlades sedan under tre månader i Rayy och predikade mot maschruteh, parlamentet och den gällande konstitutionen som de ansåg vara oförenliga med islam. Den 31 augusti 1907 riktade Abbas Agha Tabrisi ett vapen mot premiärminister Ali Asghar Khan Atabak som försökte medla mellan de olika riktningarna, sköt honom, lämnade parlamentet och sköt sedan sig själv. 40 dagar senare demonstrerade mer än 100 000 Teheran-bor vid Atabaks grav för att visa sitt stöd för konstitutionen och maschruteh-rörelsen. Atabaks död och de fortsätta oroligheterna ledde till stor osäkerhet vid shahens hov, och mer än 500 av hovets medarbetare gick till parlamentet och deklarerade sitt stöd för maschruteh-rörelsen. Man var inte säker på om Tabrisi var en ensam gärningsman, eller om en organiserad rörelse av radikala imamer låg bakom mordet.
Den 7 oktober 1907 antogs Konstitutionen och Tillägg till konstitutionen av parlamentet. Tillägget består av 107 artiklar, utöver föreskrifter om det shiitiska ledarskapets rätt att överpröva parlamentets beslut innehåller det också en förteckning över de grundläggande rättigheterna för befolkningen i den persiska nationen, principer för maktdelningen, rättigheterna för de folkvalda parlamentsledamöterna, rättigheter för monarken och ministrarna, bestämmelser för inrättandet av en andra kammare (senaten), den grundläggande strukturen för rättssystemet och domstolarna, riktlinjer för införandet av kommunerna (anjumnas) och status för den nationella armén. Den 11 november 1907 gick Muhammad Ali Shah för första gången till parlamentet, svor eden på konstitutionen och förklarade att han skulle respektera konstitutionen och från och med nu styra i samarbete med parlamentet.

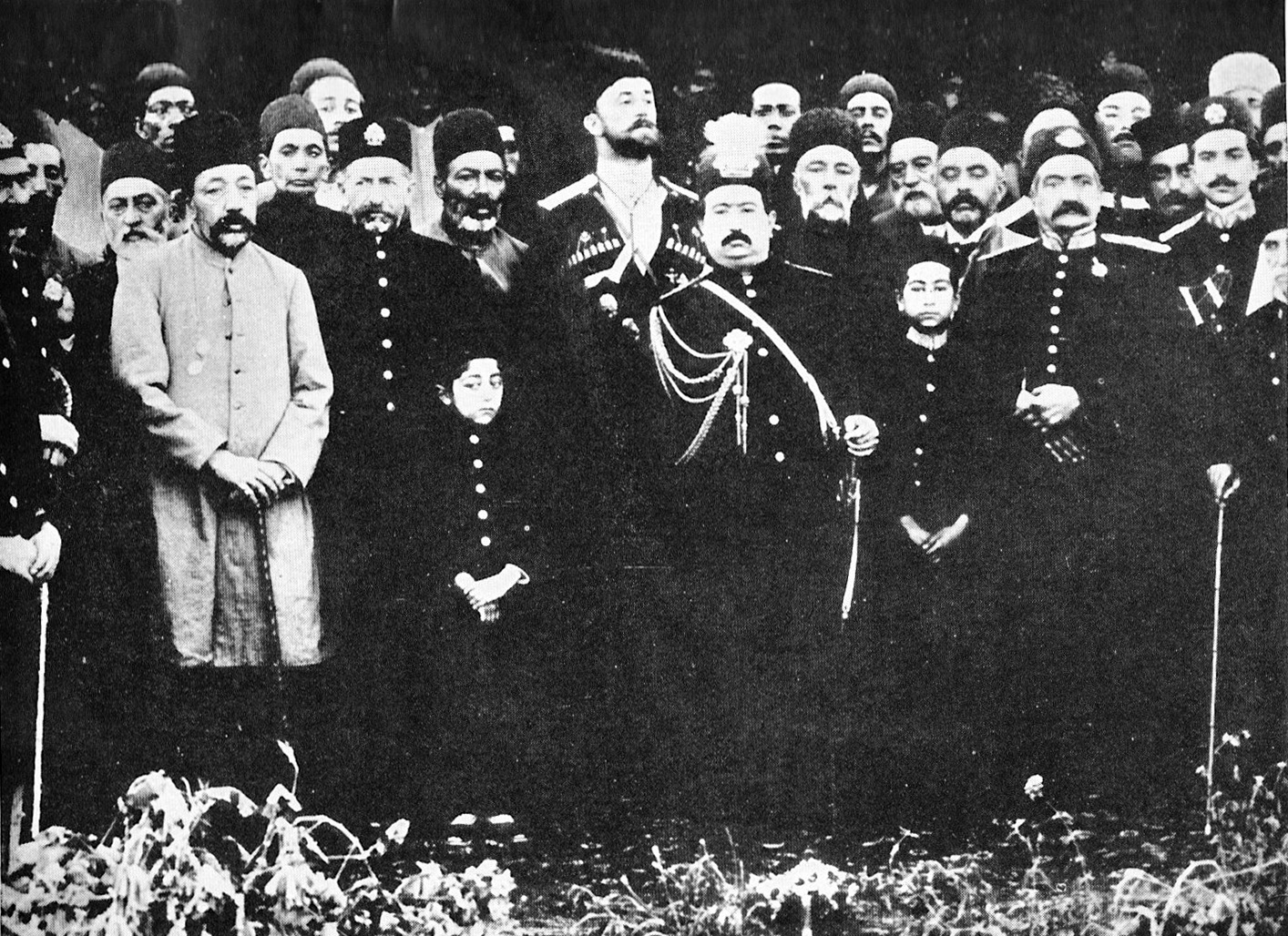
Mohammed Ali Shah (i mitten) med anhängare.

Finansutskottet i parlamentet hade inrättat den första statsbudgeten för det kommande året 1908 under 1907 och överlämnat den för beslut till parlamentet den 9 november 1907. För att minska det federala underskottet hade parlamentet sänkt hovets budget med 380 000 toman. Mohammad Ali Shah förklarade för sina anställda (trädgårdsmästare, kockar, kuskar, hästskötare etc.) att han inte längre kunde betala deras löner på grund av parlamentets besparingar. Den 15 december 1907 tågade arbetarna åtföljda av diverse småtjuvar och ligister till parlamentet, där man svor åt ledamöterna samt började skjuta på dem och kasta sten på dem. Vakterna besvarade elden och försökte skingra folkmassan. För att undvika att bli arresterade av trupper lojala till shahen stannade ledamöterna kvar i parlamentsbyggnaden under natten. Samtidigt började befolkningen i Teheran strömma in till parlamentet för att stödja parlamentarikerna.
Mohammad Ali Shah hade ingen avsikt att stå fast vid sitt åtagande för parlamentet. Parlamentet beslutade att skicka sex delegater till Muhammad Ali Shah för att diskutera situationen. Mohammed Ali Shah sade att han var beredd att kalla tillbaka sina arbetare om parlamentet såg till att Teherans befolkning gick hem igen och återupptog sitt arbete. Parlamentet förkastade detta förslag eftersom man inte längre litade på att Mohammed Ali Shah skulle stå fast vid sina löften. Sedan slog shahens anhängare följe med Sheikh Fazollah Nuri, Seyyed Ali Yasdi och flera andra av de konservativa mullorna. Tillsammans gick man till ett torg där man höll ett tal som hånade parlamentet: "Ligg med prostituerade, stjäl, döda, men gå aldrig ens i närheten av parlamentet". Publiken svarade: "Vi vill inte ha Maschruteh, vi vill ha profetens religion". Anhängare av den konstitutionella rörelsen attackerades på gatorna. Tidningsredaktioner stormades och sattes i brand.
Tisdagen den 17 december 1907 kom fler och fler människor till parlamentsbyggnaden, många av dem med vapen. På eftermiddagen hade cirka 2700 män ställt upp sig framför parlamentet med sina egna vapen för att skydda parlamentsledamöterna. Personalen vid alla offentliga institutioner gick i strejk och kom även de till parlamentet. Shahens anhängare kastade sig över en ung man, Mirza Enayat, som de hade identifierat som anhängare av den konstitutionella rörelsen, och styckade honom med orden: "Ni muslimer är ett vittne på den yttersta dagen, att jag är den första som stuckit ut ögonen på en maschruteh-anhängare för att följa min religion".
Även i Tabriz hade en revolt utbrutit på samma dag. Rebellerna stödde den parlamentariska rörelsen och krävde att Mohammad Ali Shah avsattes för sitt motstånd mot parlamentet i Teheran. Mohammad Ali Shah drabbades nu av rädsla och panik. Han hade hört att maschruteh-anhängarna ville avsätta honom och proklamera sin egen favorit Zel-al-Soltan som ny shah. Han uppmanade sina anhängare att avsluta demonstrationerna och att gå hem. Den 22 december 1907 skrev Mohammed Ali Shah ett brev till parlamentet på den sista sidan i ett exemplar av Koranen:

"Under de senaste dagarnas kaos i landet har det spridits ett rykte om att vi är emot konstitutionen. För att eliminera denna misstanke, och för att vinna förtroende hos nationen, svär jag på denna Koran att jag kommer att respektera den konstitutionella rörelsen och konstitutionen. Den som motsätter sig den konstitutionella rörelsen skall straffas. Om jag skulle bryta det löftet, kommer jag att svara inför Gud och bekänna min skuld."

### 1908: Mohammed Ali Shah som diktator

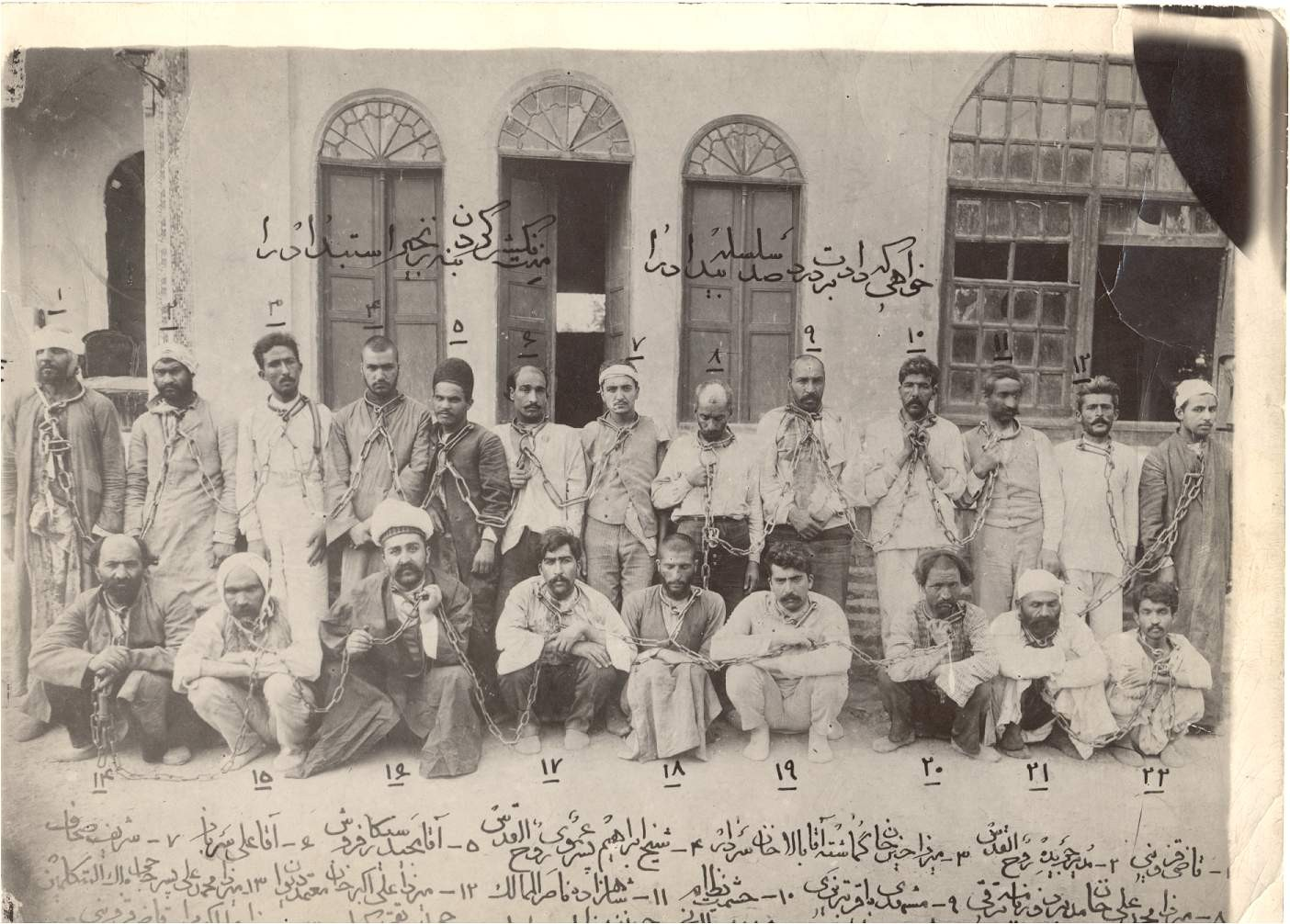
Fångar i Bagh-e Shah efter parlamentets upplösning i juni 1908.

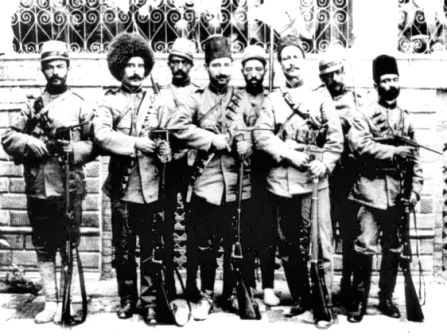
Persiska kosackbrigaden under överste Liakhovs befäl.

Den 25 februari 1908 antogs en ny tryckfrihetslag av parlamentet. Mohammed Ali Shah gratulerade parlamentet skriftligen till deras framgångsrika arbete. Det verkade som shahen hade bestämt sig för att samarbeta med parlamentet. Den 28 februari 1908 tog Mohammed Ali Shah sin diligens från Teheran till förorten Duschantapeh när plötsligt en bomb kastades mot kusken. Mohammed Ali Shah var oskadd, men kusken hade skadats allvarligt i attacken. Efter en utredning greps fyra anställda vid stadens gasverk och fördes till shahen i Golestanpalatset den 8 april 1908. Parlamentet protesterade mot det faktum att fångarna inte hade överlämnats till de allmänna domstolarna, och att arresteringarna utan någon åtgärd från de rättsliga myndigheterna hade gjorts enbart under ledning av shahen. De gripna överlämnades senare till rättsväsendet. Eftersom inga bevis kunde presenteras för deras inblandning i attentatet släpptes de. För första gången i Persien hade rättsstatens principer överträffat shahens vilja. Den konstitutionella rörelsen hade vunnit en stor seger.
Mohammad Ali Shah hade nu slutligen fått klart för sig att en tid präglad av enväldigt styre var över. Denna förlust av makt ville han inte att acceptera. Upplösningen av parlamentet, avskaffandet av konstitutionen och en återgång till monarkins envälde var hädanefter hans överordnade mål.
Parlamentet upplöses

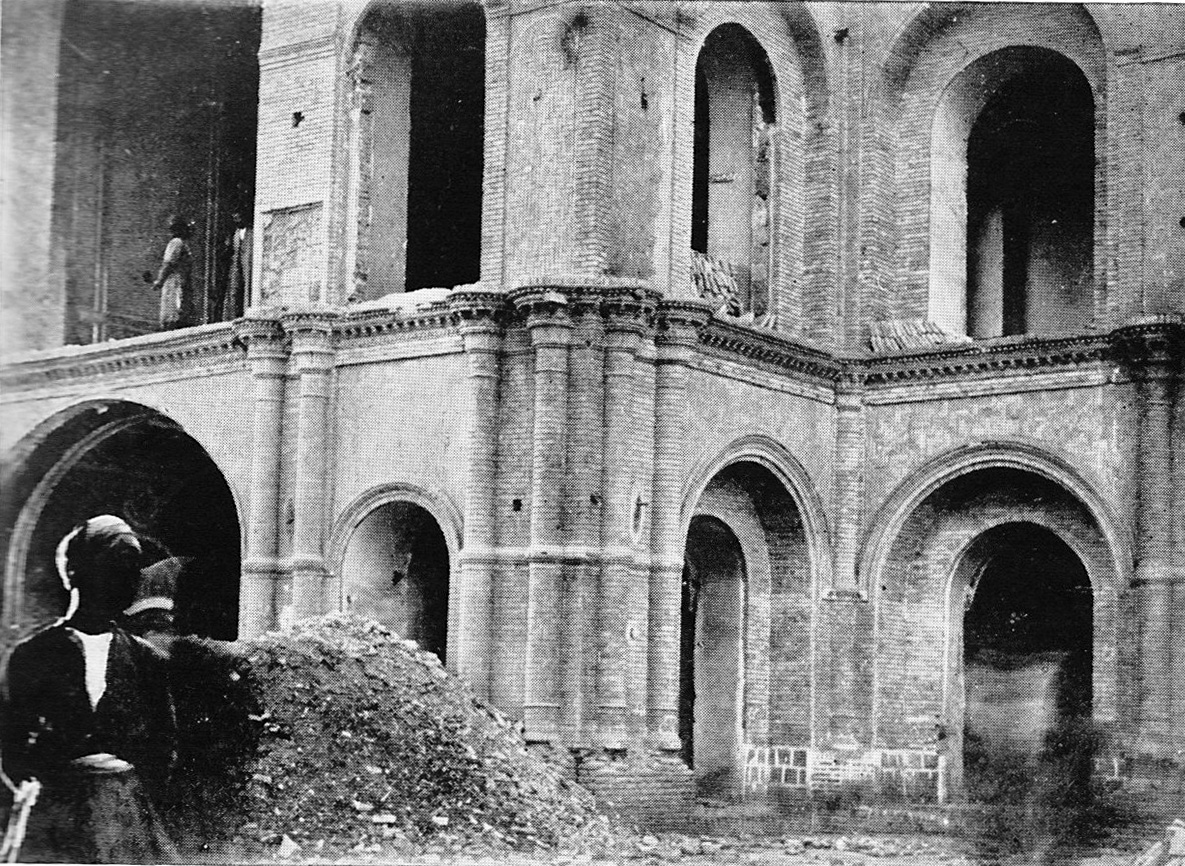
Den utbrända persiska parlamentsbyggnaden efter beskjutningen av den persiska kosackbrigaden under överste Liakhovs befäl.

Mohammed Ali Shah satte sig ner med överste Liakhov, befälhavare för den persiska kosackbrigaden, och den ryske ambassadören för att diskutera hur parlamentet skulle kunna upplösas med vapenmakt. Den 4 juni 1908 gick shahen från Golestanpalatset till barackerna i Bagh-e Shah och stannade där. Kosackerna marscherade genom Teheran för att skrämma befolkningen. Fyra dagar senare uttryckte Mohammad Ali Shah sin förbannelse över den konstitutionella rörelsen i ett flygblad med titeln "Vägen till frigörelse". Han beskrev dem som förrädare, tjuvar, mördare och depraverade individer som med sina vanföreställningar som grund ville omforma Persien och göra de oskyldiga invånarna till instrument för brottsliga idéer. Han, Mohammed Ali Shah, måste nu vidta åtgärder för att befria befolkningen och krossa den konstitutionella rörelsen. Den 12 juni utplacerades kanoner från Shimran och Duschantapeh utanför parlamentsbyggnaden. Befolkningen i Teheran samlades återigen framför parlamentet. Imamerna Behbahani och Tabatabai och riksdagens talman Momtaz al Dowleh uppmanade befolkningen att gå hem för att undvika våldsamma sammandrabbningar, men många människor stannade vid parlamentet och krävde shahens avgång. Parlamentsledamöterna var dock oeniga om hur man skulle gå vidare. Usebaschi Mehdi, en viktig ledare för den konstitutionella rörelsen, begick självmord i desperation över vad han uppfattade som dubbelspel från många ledamöter, och blev därmed det första offret. Shahen krävde nu "avlägsnandet" av ytterligare åtta av ledarna för den konstitutionella rörelsen, däribland Mirza Jahangir Khan, redaktör för tidningen Sur-e Esrafil (Souresrafil), och Malek-ol Motekalemin ("talarnas kung"). 
Den 23 juni 1908 började kosackerna beskjuta parlamentsbyggnaden med kanoner. De 600 beväpnade försvararna av parlamentet stod mot 2000 persiska kosacker. Efter fyra timmar upphörde den ojämna kampen. Försvararna av parlamentet var tvungna att ge upp och undantagstillstånd utropades. Kosackerna genomsökte konstitutionalisternas hem och plundrade och dödade alla som trotsade dem. Mohammed Ali Shahs avsikter stod klara. Den persiska demokrati- och frihetsrörelsens unga planta skulle dras upp med rötterna. Tidningar som Souresrafil förbjöds, tryckpressar förstördes, tidningsutgivare som Mirza Jahangir Khan Souresrafil dödades, och ledarna för den konstitutionella rörelsen Malek-al Motekalemin och Seyed Jamal Vaez hängdes. När den konstitutionella rörelsen i Teheran berövats sina ledare blev den politiskt obetydlig. De planerade nyvalen den 8 augusti 1908 ställdes in och Mohammad Ali Shah sade den 22 november 1908 att parlamentet i princip strider mot islamiska lagar. Den enväldige regerande monarken hade gripit makten igen. Slutet för den parlamentariska rörelsen tycktes nära.
I stället för parlamentet utsåg shahen en Stor rådgivande församling med 50 personer som han själv hade handplockat. De kom från de högre samhällsklasserna av markägare, köpmän, celebriteter och Qajar-prinsar. En framstående medlem av denna församling var Mohammad Mossadegh, som år 1909 då Mohammad Ali Shah störtades, flydde från Persien till Frankrike. Vanliga människor var inte representerade i den "rådgivande församlingen". Församlingen utarbetade lagförslag som Mohammed Ali Shah sedan antingen förkastade eller godkände. Den nu inledda perioden från den 23 juni 1908 till den 16 juli 1909 kallas "den kortvariga diktaturen", eftersom den redan i juli 1909 gick mot sitt slut då stridande i den konstitutionella rörelsen från Tabriz, Isfahan och Gilan befriade Teheran igen och satte stopp för Mohammad Ali Shahs diktatur.
Slaget om Tabriz

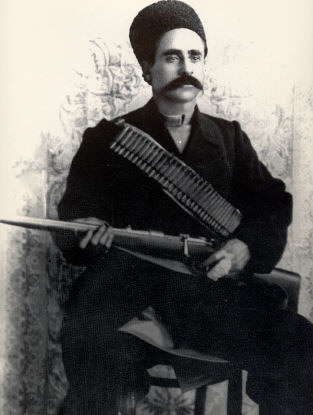
Sattar Khan – hjälten i Tabriz 1908.

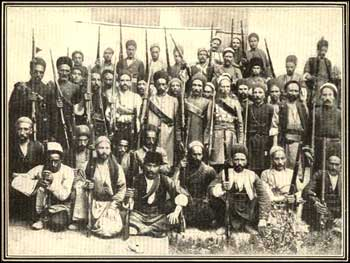
Frihetskämpar i Tabriz 1908.

Efter upplösningen av parlamentet i Teheran, var det till en början bara invånarna i Tabriz som motsatte sig Mohammed Ali Shahs krav på envälde. De hade förberett sig för eventuella attacker redan under Nassredin Shahs år vid makten och byggt upp en underjordisk rörelse som kallades Mujahedin ("frihetskämpar"). I mars 1907 hade man startat den militära utbildningen av "frihetskämparna". Varje dag efter solnedgången gick folk i Tabriz hem efter jobbet, tog med sig sina vapen, träffades på lokala mötesplatser och höll militära övningar.
Den 1 juli 1908 gick Rahim Khan på order av shahen till attack mot Tabriz med 700 soldater för att försöka gripa den konstitutionella rörelsens ledare Sattar Khan och Bagher Khan, men Tabriz mujahedinsoldater lyckades förhindra detta. En förnyad attack den 13 juli 1908 gav en första framgång för shahen. Stora delar av Tabriz ockuperades av shahens trupper. Endast ett enda distrikt kunde försvaras av Sattar Khans frihetskämpar. Men den 20 juli 1908 lyckades Sattar Khans trupper slå tillbaka och de shah-lojala trupperna erkände sig besegrade. Den 8 augusti 1908 lyckades man återigen slå tillbaka mot ett storskaligt angrepp på Tabriz. Mohammed Ali Shah var tvungen att inse att han inte kunde besegra Sattar Khan som tack vare sina framgångar kunnat utöka sin styrka med nya soldater.
Delar av det shiitiska ledarskapet hade under tiden tagit shahens parti och utmålade Sattar Khan frihetskämpar som bahaianhängare och kättare. Mujahedin-soldaterna började då att dagligen sjunga islamiska böner, så att ingen längre kunde kalla dem kättare. Den 28 augusti 1908 inleddes en ny attack mot Tabriz under ledning av Abdol Majid Mirza Eyn al-Dowleh. Sattar Khan hade nu beväpnat sina soldater med en ny typ av bomb byggd av georgier, som perser från Kaukasus hade skickat till Tabriz för att stödja mujahedin-kämparna. Angriparna led återigen ett nederlag. Den 21 september var 1908 mottog Sattar Khan ett ultimatum och uppmanades att ge upp. Shahens trupper attackerade på nytt den 25 september, men den här gången tvingades man avbryta attacken när ca 300 angripare dödats i mujahedin-soldaternas kulregn. Detta nya nederlag för regeringsstyrkorna var en viktig signal till Persiens folk. Sattar Khan hade bevisat att det gick att klara sig mot Mohammed Ali Shahs trupper om man var tillräckligt starkt beväpnad och kämpade heroiskt.
Den 9 oktober 1908 anföll mujahedin-soldater regeringsstyrkorna mitt i natten och tillfogade dem betydande förluster. Redan den 12 oktober hade mujahedin återtagit kontrollen över Tabriz. Shahen ställde nu ultimatum till Eyn al-Dowleh; besegra Sattar Khan eller avgå som befälhavare. Eftersom en seger var helt utesluten, avgick Eyn al-Dowleh. Den konstitutionella rörelsen kunde nu överta förvaltningen av Tabriz. I Teheran, började den konstitutionella rörelsen att omgruppera, och i alla större städer i Persien som Isfahan, Rasht och Mashhad, samlades befolkningen för demonstrationer mot shahen.

### 1909: Mohammed Ali Shah störtas

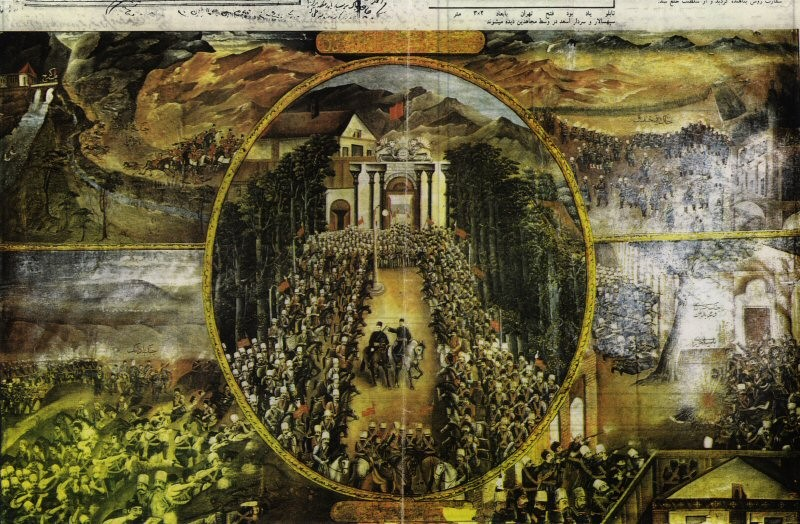
Teheran befrias av Sardar Asad och Sepahsalar Tonekaboni.

Produktionen i Persien hade långsamt avstannat. Befolkningen började svälta. Sattar Khan beslutade att fortsätta kampen trots den dåliga livsmedelssituationen och att från väster börja marschera mot Teheran. I norra Persien hade Mohammad Vali Khan Tonekaboni Sepahdar från Tonekabon i Mazandaran, som tidigare stött shahens trupper, nu bytt sida och var beredd att hjälpa Sattar Khan. I söder hade konstitutionalisterna även stöd av bakhtiarer under ledning av Sardar Asad. Frihetskämpar marscherade nu från tre riktningar mot Teheran för att störta shahen. 
I ett sista försök att rädda sig kvar på tronen tillsatte Mohammed Ali Shah en ny regering och erkände den konstitutionella maschruteh-rörelsen som den enda legitima politiska rörelsen. Man började att utarbeta en ny vallag som antogs den 1 juli 1909 och som upphävde den politiska hegemoni som innebar att enbart adeln, Qajar-familjen och storgodsägarna hade makt. Varje medborgare i Persien, utom kvinnor, kriminella, bedragare och mentalt funktionshindrade var från en viss ålder röstberättigade och kunde också ställa upp som kandidater i val. Ett av den konstitutionella rörelsens viktigaste krav hade uppfyllts.
Trots denna valreform marscherade de stridande i den konstitutionella rörelsen vidare mot Teheran. När Sepahdars trupper intog Qazvin, som ligger bara 200 km från Teheran utlöste det en chock i såväl shahens administration som på de ryska och brittiska ambassaderna. Den ryska och brittiska ambassadörerna försökte gemensamt utveckla planer för att rädda shahen kvar vid tronen. De skickade förhandlare till Najaf och Karbala för att försöka få det högsta shiitiska ledarskapet att medla mellan Sattar Khan, Mohammed Ali Shah och Sepahdar. En delegation reste till Qazvin för att träffa Sepahdar. Shahen bekräftade i ett telegram till Sepahdar att han hade planerat för det andra parlamentsvalet. Sepahdar läste telegrammet för sina soldater och föreslog dem att fira segern för att sedan åka hem. Soldaterna ville dock ha kvar Sepahdar som befälhavare och fortsätta mot Teheran. Deras målsättning var klar: Muhammad Ali Shah skulle tvingas bort från makten.

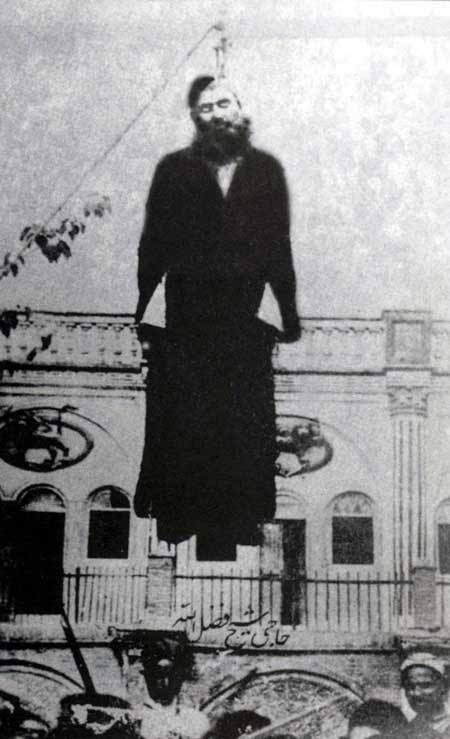
Avrättningen av Fazlollah Nuri (1909).

Den 22 juni 1909 nådde frihetskämparna Qom, som de intog den 8 juli 1909 varefter de kunde tåga in i Teheran den 13 juli. Den 16 juli anordnades ett möte, "Högsta rådet", där frihetskämpar, imamer, representanter från Qajar-hovet och vissa borgerliga politiker träffades. Man utsåg Vali Mohammad Khan Tonekaboni Sepahdar till regeringschef  i den nya revolutionära regeringen. Samma dag lämnade shahen sitt palats och flydde till den ryska ambassaden. I ett extrainsatt möte avsatte "Högsta Rådet" Muhammad Ali Shah till förmån för sin tolv år gamla son Ahmad Shah Mirza och bestämde även att Ali Reza Khan Azod al Molk, den över 80-årige sonen till Nassredin Shahs farbror, skulle vara regent tills Ahmad Shah nådde vuxen ålder.
Nu började förhandlingar mellan Muhammad Ali Shah och företrädarna för Ryssland och Storbritannien kring villkoren för hur Mohammed Ali Shah skulle kunna lämna landet och överlämna makten till efterträdaren Ahmad Shah Mirza. Ett avtal nåddes som gav Mohammed Ali Shah en pension på 80 000 dollar per år på villkoret att han avstod från all politisk aktivitet. Vidare skulle den nya regeringen överta Mohammad Ali Shahs skulder på totalt 1,5 miljoner toman till den av ryska staten ägda Banque d'Escompte et des Prets de Perse. Den 10 september 1909 kunde Mohammed Ali Shah lämna den ryska ambassaden och gå i exil i Odessa i Ryssland. Ministrarna i den nya revolutionära regeringen bestod till stor del av erfarna och lojala följeslagare till Qajar-hovet, vilket kan förklara att regeringen i stället för att ställa Mohammed Ali Shah inför rätta för hans brott och hans högförräderi mot konstitutionen, tillerkände honom en månatlig pension. Även general Liakhov, befälhavaren för den persiska kosackbrigaden, som beskjutit parlamentet med kanoner, frikändes från all skuld. Endast fem frispråkiga motståndare till maschruteh, bland annat Sheikh Fazlollah Nuri och Mir Hashem Davatschi, dömdes till döden och hängdes.
Långsamt började livet i Persien att normaliseras. Livsmedelsförsörjningen förbättrades, tidningarna utkom igen och i oktober 1909 hölls val till Persiens andra parlament som konstituerades den 15 november 1909. Sepahdar valdes till premiärminister. Den konstitutionella rörelsen verkade äntligen ha besegrat monarkins envälde.

### 1910: Konstitutionell monarki under Ahmad Shah

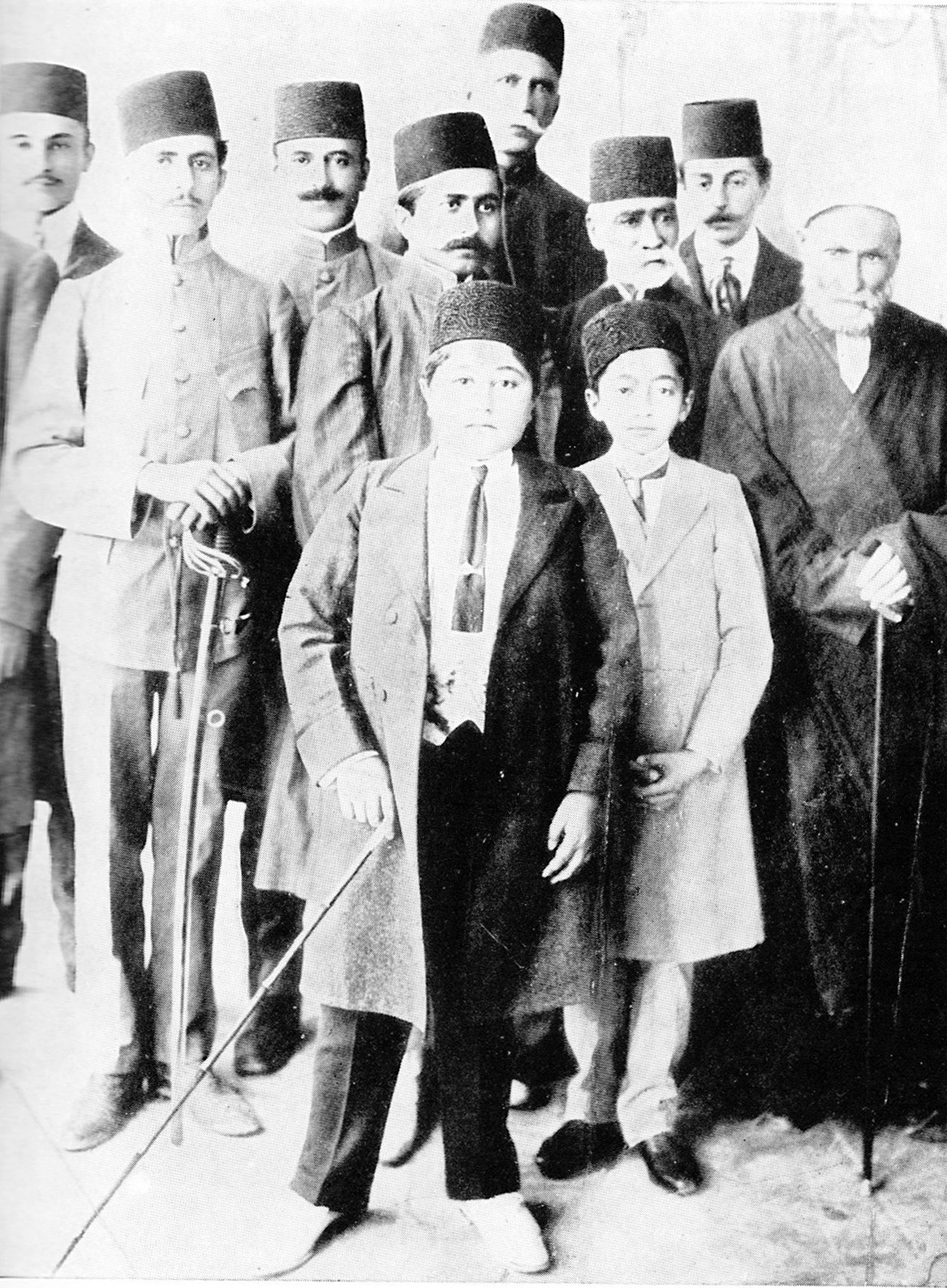
Ahmad Shah (i mitten) och hans följe, 1911.

För att få Persiens ekonomi på rätt spår igen inledde regeringen Sepahdar i december 1909 förhandlingar med den ryska och den brittiska regeringen om ett lån värt 2,5 miljoner dollar. Storbritannien och Ryssland befann sig i en ny situation med den konstitutionella monarkin och det persiska parlamentet som nya maktcentrum. Som de hittills mest inflytelserika makterna i Persien försökte de hitta nya sätt att beskära den parlamentariska regeringens makt. Ryssarna hade för att "skydda sina intressen" under de interna persiska militära sammandrabbningarna år 1909 intagit stora delar av norra Persien. Britterna torpederade regeringens ansträngningar för att återuppliva Persiens ekonomi. Efter att förhandlingar med Storbritannien och Ryssland om ett näringslivslån hade misslyckats, började den persiska regeringen förhandla med en privatbankir i London för att få ett lån mot pant av de persiska kronjuvelerna, men inte heller detta lån kom till stånd efter ingripande av den brittiska regeringen. Även om konstitutionsrörelsen inte kunde besegras militärt, ville britterna och ryssarna åtminstone hålla Persien i ekonomiskt beroende.
Under all uppståndelse kring den politiska maktkampen i Persien hade en viktig händelse passerat helt obemärkt. Tre år efter att ha tagit över en koncession från William Knox D'Arcy hade det brittiska företaget Burmah Oil den 26 maj 1908 påbörjat oljeborrningar med ett 360 meter djupt borrhål i Masjed Soleyman. Arbetarna i Burmah Oil hade upptäckt ett av de största oljefälten i världen. För att främja produktion, bearbetning och marknadsföring av den persiska oljan grundades i april 1909 Anglo-Persian Oil Company som ett nästan helägt dotterbolag till Burmah Oil Company. Medan den persiska regeringen förhandlade desperat med britterna om ett lån för att återuppliva den stillastående persiska ekonomin, lade britterna de mest värdefulla naturresurserna i södra Persien under sin kontroll. Den 16 oktober 1910 gav de den persiska regeringen ett ultimatum. Den osäkra situationen i söder gjorde det enligt britterna nödvändigt att gå in med egna styrkor för att säkerställa fred och ordning. Den 19 oktober 1910 landsteg brittiska marintrupper vid Bushehr  och ockuperade Shiraz. Den persiska regeringen protesterade 23 okt 1910 utan framgång och bad därefter Osmanska riket och Tyskland om hjälp. Tyskarna kom den 5 november 1910 överens med Ryssland om att inte ingripa. Det Osmanska riket var politiskt och militärt så svagt att man inte kunde ge militärt bistånd. Den 30 oktober 1910 landsteg fler brittiska trupper i Lingeh. Det shiitiska ledarskapet i det då fortfarande osmanska Najaf manade till nationellt motstånd. Redan före utbrottet av första världskriget hade brittiska och ryska trupper ockuperat delar av Persien. Under dessa omständigheter var det praktiskt taget omöjligt för den konstitutionella regeringen att inrätta en fungerande administration i Persien.
Den 22 september 1910 dog Ali Reza Khan Azod al Molk och Abolqasem Naser al Molk utnämndes av det persiska parlamentet till ny regent i Persien.
Den 29 oktober meddelade Persiens utrikesminister de brittiska och ryska ambassadörerna att de hade blivit medvetna om att Mohammed Ali Shah, nu i exil i Ryssland, förhandlat med turkmenska stammar om militärt stöd för hans återkomst till Teheran, och att utbetalning av hans pension därför borde avbrytas tills vidare. Denna begäran från den persiska regeringen avvisades bestämt. I stället skickades en grupp beväpnade män till utrikesministerns hus, för att driva in utestående pension. Mohammed Ali Shah hade nu gett sig ut på rundresa i Europa för att få politiskt och ekonomiskt stöd för att störta den konstitutionella regeringen.
I sin nöd vände sig den persiska regeringen nu till USA, men man lyckades inte få något lån och inte heller den amerikanska regeringens politiska stöd mot Ryssland och Storbritannien. Man fick dock ett löfte om finansiell experthjälp under ledning av amerikanen Morgan Shuster för att bygga upp en fungerande administration i Persien, vilket sågs som en blygsam politisk framgång.

### 1911: Mohammed Ali Shahs kuppförsök

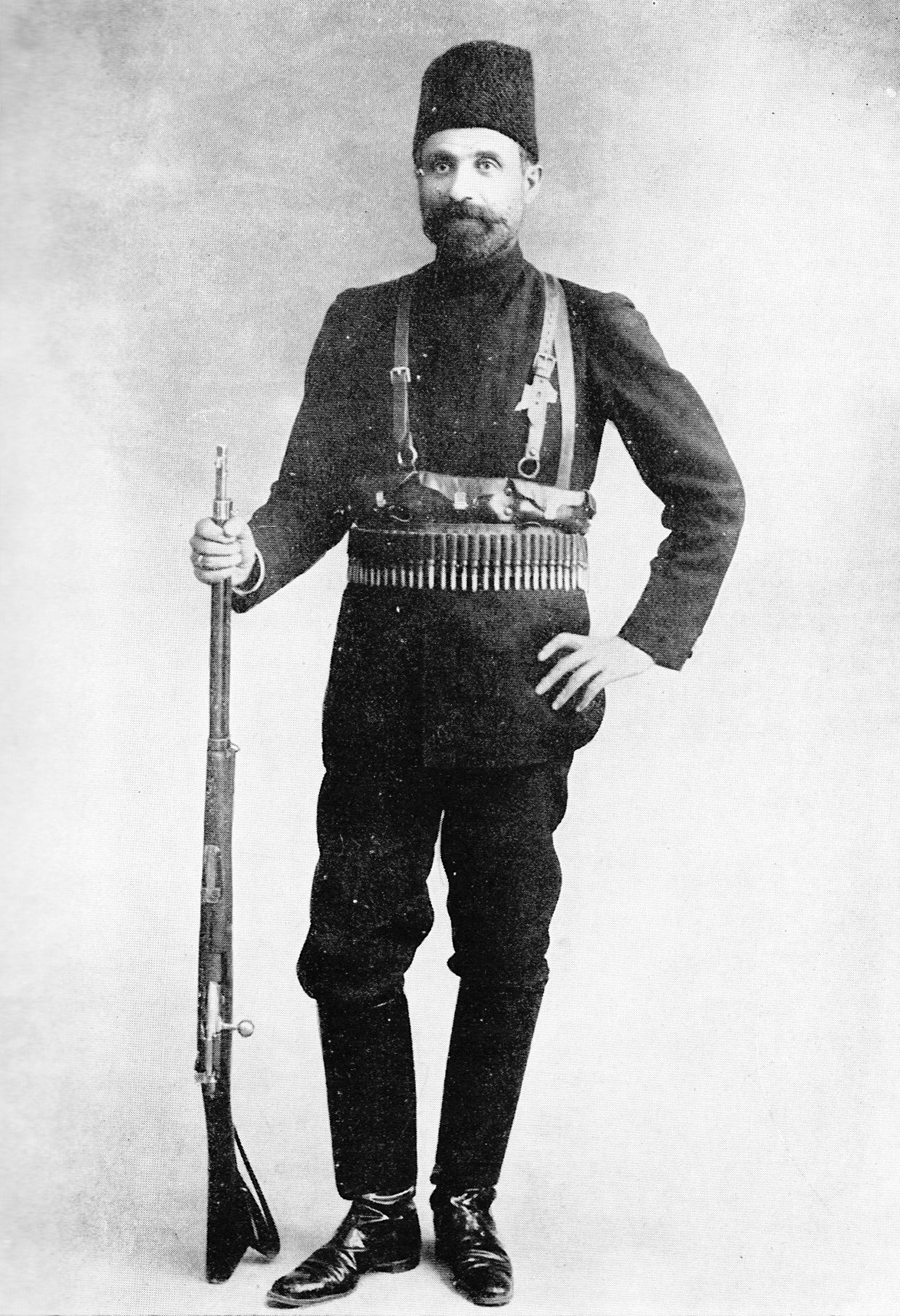
Yeprem Khan Davidian, polischef i Teheran under den konstitutionella revolutionen.

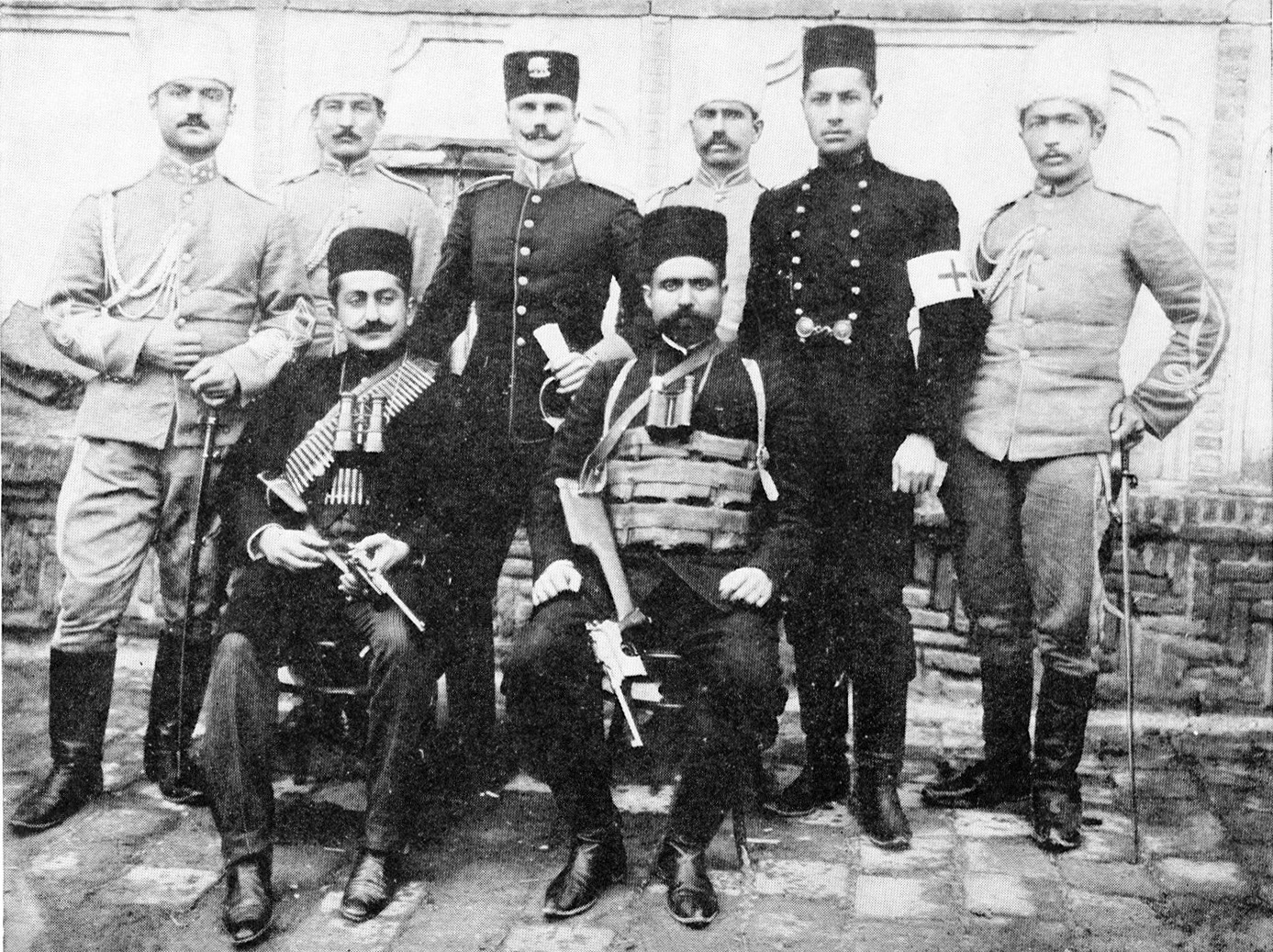
Major Haase (i mitten), Teheran 1911.

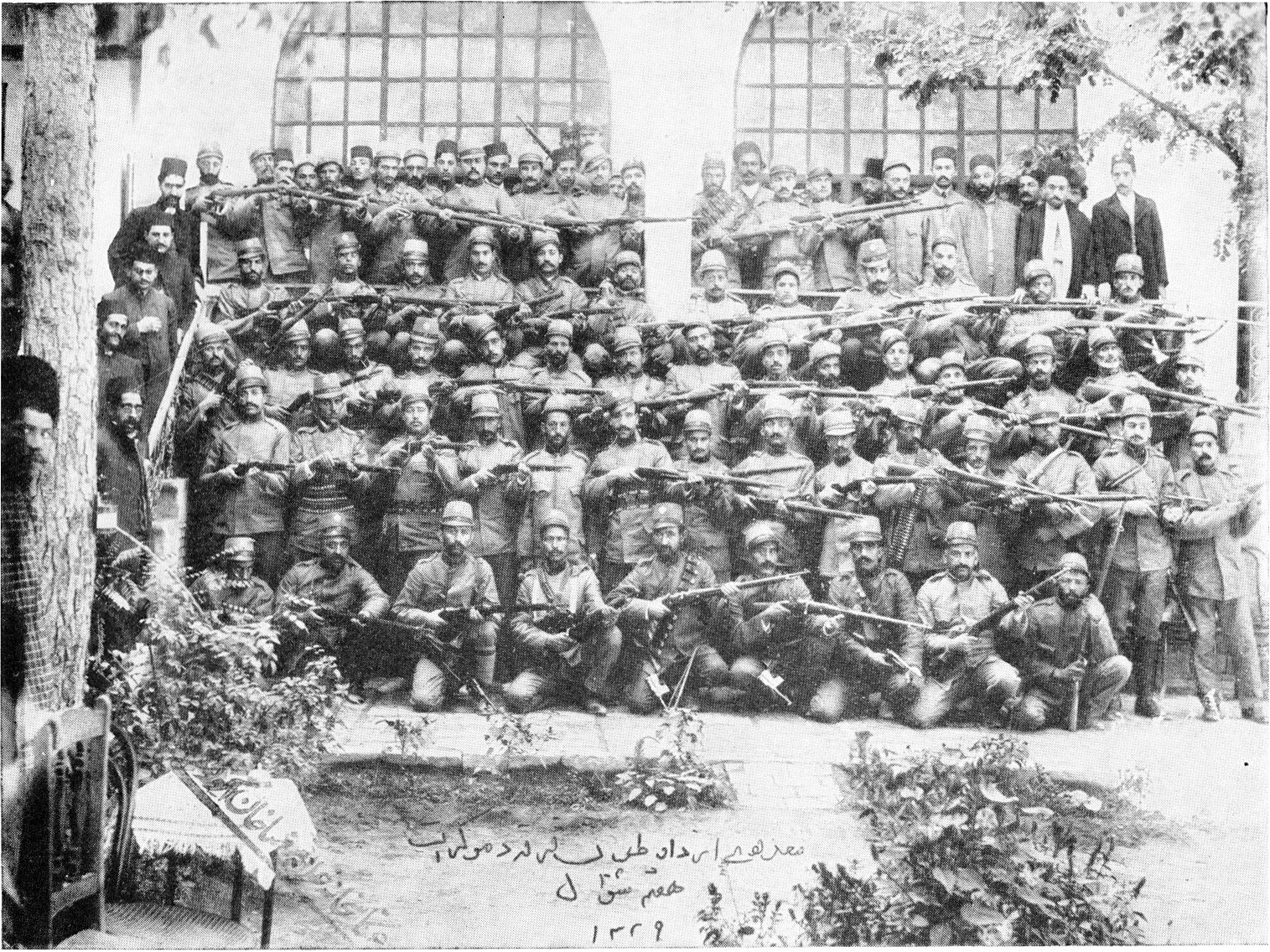
Frivilliga kämpar mot Mohammed Ali Shah, 1911.

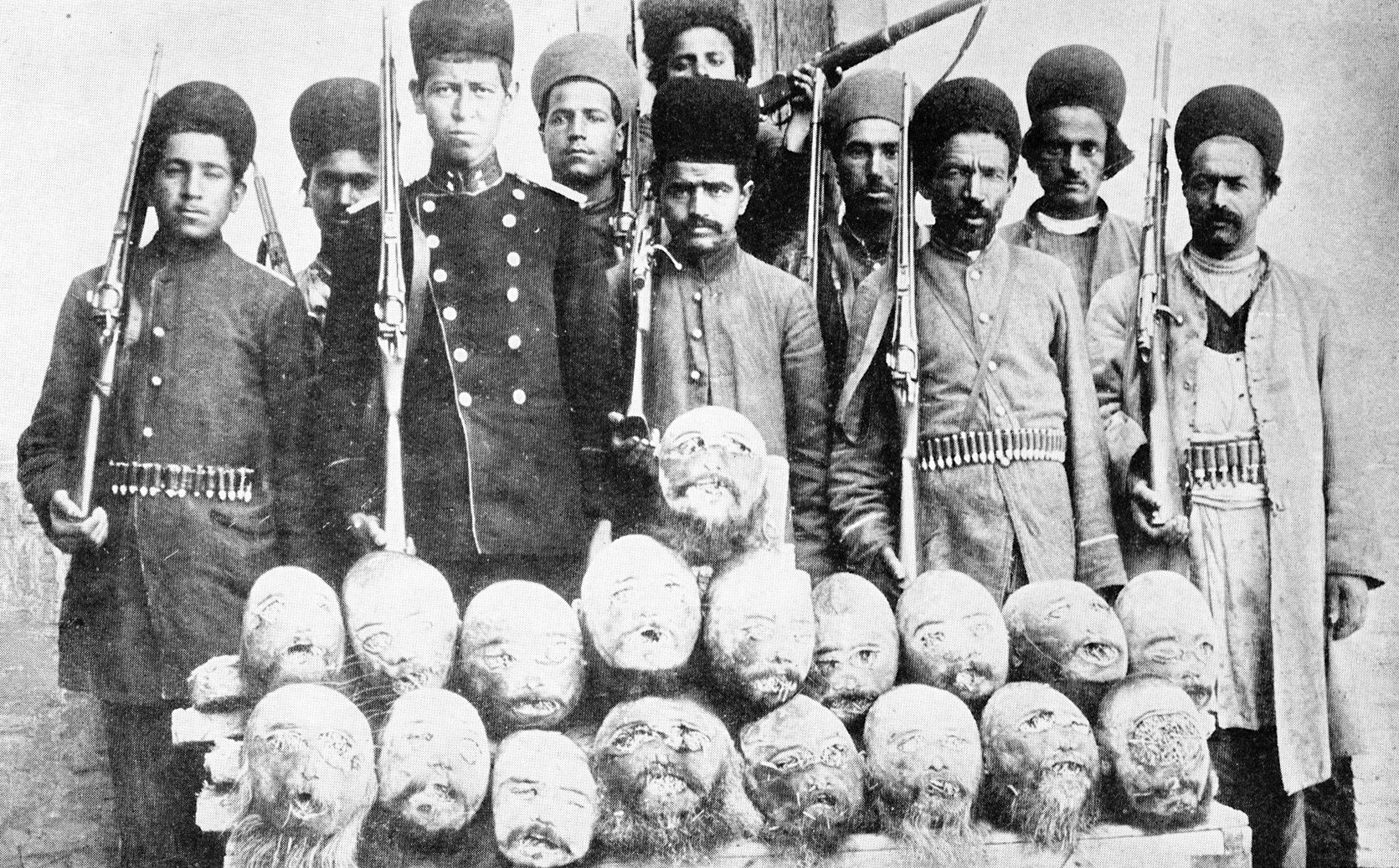
Skallar av turkmenska stamledare, fyllda med halm och förda till Teheran, 1911.

Under våren 1911 träffade amerikanerna Morgan Shuster i Teheran och gav honom omedelbart i uppdrag att omorganisera den persiska statens finansväsen. Shuster skulle ta över posten som finansminister och skattekansler under tre år. Den 13 juni 1911 antog parlamentet en av Shuster utarbetad finansförordning, enligt vilken alla statliga inkomster och utgifter skulle förvaltas centralt av skattekanslerns kontor. På kort tid införde Shuster ett nytt system för de offentliga finanserna. De skatter som togs ut i provinserna överfördes till staten, en budget som kunde diskuteras och antas av parlamentet skapades, och lönerna för tjänstemännen, polisen och gendarmeriet betalades i tid. 
Samtidigt hade den före detta Shahen Mohammad Ali den 18 juli 1911 rest in i ryskockuperade Komeschtepe vid Kaspiska havet med lösskägg och falskt pass förklädd till en köpman från Bagdad med namnet Khalil. Med sig hade han tunga lådor som var märkta "mineralvatten", men i själva verket innehöll de tre nedmonterade kanoner. Han åtföljdes av sin tidigare general Arshad-ol Dowleh. I Ryssland började han förbereda ett kuppförsök och byggde upp en armé bestående av frivilliga persiska och turkmenska soldater. I Teheran kände man till hans planer, men den konstitutionella regeringen kunde inte bygga sitt försvar på den persiska kosackbrigaden eftersom kosackerna ansågs lojala med den avsatte shahen. De enda betydande krafter som kunde användas för att avvärja kuppförsöket bestod av 1800 män från Teheranpolisen och gendarmeriet under befäl av armeniern Yeprem Khan Davidian. Deras beväpning bestod av gamla gevär, en Maximkulspruta och två Schneider-fältkanoner. Kulsprutan och de två fältkanonerna slogs samman till en liten artillerienhet som leddes av den tyska majoren Haase som var i persisk tjänst.
Mohammad Ali Shah hade nu rekryterat 2000 turkmenska och persiska soldater lojala mot honom och marscherade den 22 juli 1911 in i Astarabad (nuvarande Gorgan). På förslag av Morgan Shuster satte regeringen i Teheran den 29 juli ett pris på 100 000 toman (ca 90 000 dollar) på Mohammed Ali Shahs huvud och 25 000 toman på hans två bröder, som invaderade Persien från det ottomanska riket. Detta var en i USA ganska framgångsrik metod att komma åt brottslingar men hittills oprövat i Persien. Affischer med profilbilder av Mohammad Ali Shah och det utlovade beloppet trycktes och distribuerades i landet. När Mohammed Ali Shah fick veta att det satts ett pris på hans huvud flydde han tillbaka mot Kaspiska havet för att där avvakta och följa händelserna. De 2000 beväpnade turkmenska och persiska shah-lojala soldaterna gick nu framåt mot Teheran under ledning av Arshad-ol Dowleh. Yeprem Khan och Major Haase gick emot dem med 350 lätt beväpnade poliser och gendarmer, Maximkulsprutan och två fältkanoner. 50 km sydost om Teheran nära byn Varamin drabbade de båda styrkorna samman. Major Haases trupp intog position på en liten kulle och öppnade eld mot de framryckande turkmenerna med maskingevär. Turkmenerna hade aldrig tidigare sett en kulspruta och flydde förfärade över vapnets effektivitet. Kvar blev 60 döda och 400 tillfångatagna turkmener och Arshad-ol Dowleh som var sårad. Arshad förhördes och arkebuserades dagen därpå. Hans kropp fördes till Teheran, där den visades offentligt. Teheran och den konstitutionella regeringen hade räddats. Den 4 oktober 1911 återerövrade regeringstrupper den av Mohammed Ali Shahs bror ockuperade staden Hamadan. Mohammed Ali Shah lämnade den 16 oktober 1911 slutligen området i riktning mot ryska Turkmenistan.
Efter den misslyckade kuppen levde Mohammed Ali Shah återigen i rysk exil. Den persiska regeringen bestämde att shahens bror Shah Schu'a al-Saltaneh (شعاع السلطنه), en av de rikaste männen i landet och ivrig anhängare av Rysslands politiska mål i Persien, skulle överlåta sina tillgångar till regeringen som ersättning för de kostnader som kuppen orsakat. Morgan Shuster fick i uppdrag att genomföra beslaget. Rysslands representanter satte då Mohammed Ali Shahs och hans brors tillgångar under ryskt beskydd och krävde omvänt en ersättning och en ursäkt från den persiska regeringen. För att ge tyngd åt dessa krav, skickade tsaren ryska trupper in i persiska Bandar-e Anzali. Dessutom krävde Ryssland den 30 november 1911 att Shusters engagemang i Persien skulle avslutas. Den 1 december 1911 marscherade ryssarna från det redan ockuperade Rasht (Gilan) mot Tabriz. Regeringen sade upp Shuster den 11 december 1911 mot parlamentets vilja. Den 20 december 1911 upplöste Nizam al-Mulk parlamentet. Den 24 december 1911 utbröt ett uppror i Tabriz. Den 29 december 1911 ockuperade ryska trupper Teheran. Återigen verkade den konstitutionella rörelsen vara nära slutet.
Efter ryska truppers bombardemang av  Imam Rezas helgedom i Mashhad den 29 mars 1912 och fortsatta upplopp i Tabriz då flera imamer som motsatte sig konstitutionen hade avrättats offentligt med ryska sympatisörer, gav parlamentet efter för regenten Naser al Molks krav för att få landet tillbaka till ordnade förhållanden. Morgan Shuster hade redan lämnat landet. Förverkandet av Mohammad Ali Shahs brors mark bror hävdes. De ryska trupperna drog sig därefter tillbaka.

## Persien under första världskriget

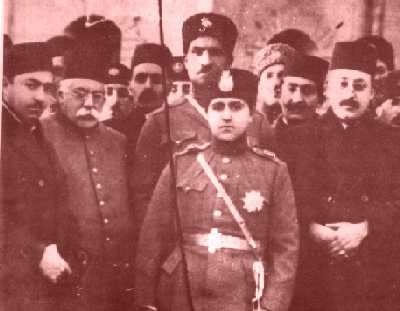
Ahmad Shah, Reza Khan (bakom Ahmad Shah), Abdol-Hosein Farman Farma (till vänster om Ahmad Shah).

### Brittisk och rysk ockupation
I juni 1914 hölls val och parlamentet återupptog sedan sitt arbete. 1915 fyllde Ahmad Shah Mirza 18 år och tog officiellt över tronen. Efter utbrottet av första världskriget uppmanade Storbritannien och Ryssland premiärminister Hassan Mostofi att förklara krig mot Tyskland och ottomanska riket. Han vägrade dock och deklarerade i stället att Persien var neutralt.  De brittiska och ryska regeringarna beaktade dock inte Persiens neutralitetsförklaring, utan marscherade som en del av första världskriget in i Persien och förde från persiskt territorium krig mot det ottomanska riket. Hungersnöd utbröt i västra Persien. I Hamadan och Kermanshah levde befolkningen tillfälligt i grottor. Omkring 100 000 perser drabbades av svält.
Hassan Mostofi och Ahmad Shah ville flytta regeringen till Qom för att undkomma det brittiska och ryska inflytandet. Efter att detta förhindrats av britterna och ryssarna, grundade några parlamentariker en exilregering förlagd till Kermanshah. Ordförande var Reza Qoli Khan Nezam al Saltanehs (som redan 1907-1908 varit premiärminister). Parlamentet som nu hade upplösts sammankallades igen först 1921. Britterna hade hos Ahmad Shah fått igenom utnämningen av Abdol-Hosein Farman Farma till premiärminister. Den 11 mars 1917 föll Bagdad i händerna på britterna. Den provisoriska regeringen i Persien och det persiska gendarmeriet med sina tyska och svenska officerare flydde från västra Persien till Kirkuk. Den provisoriska persiska regeringen under Nezam al Saltaneh ställde in sin verksamhet. Från och med nu, stod det klart att britterna och ryssarna hade återfått det inflytande i Persien som de genom den självständigt agerande konstitutionella regeringen förlorat för en kort tid 1911-1915. De zoner för ekonomiskt inflytande som slagits fast i Sankt Petersburg-fördraget 1907 blev under första världskriget ockupationszoner.

### Freden i Brest-Litovsk
I slutet av första världskriget hade en fjärdedel av Persiens befolkning dött till följd av kriget. Ny premiärminister utnämndes sju gånger. Även den ärkekonservativa Abdol Majid Mirza Eyn al-Dowleh som under Muhammad Ali Shah så kategoriskt kämpat mot den konstitutionella rörelsen blev återigen premiärminister. Vid bolsjevikernas maktövertagande efter oktoberrevolutionen den 7 november 1917 erkände Eyn al-Dowleh redan den 14 december 1917, en dag före vapenstilleståndet mellan Tyskland och Ryssland den 15 december 1917, den nya sovjetiska regeringen. Den persiska regeringen hade genom sin ambassadör i Petrograd gratulerat sovjetregeringen till maktövertagandet och förklarat "att den ansåg alla avtal mellan Persien och Tsarryssland som begränsade självständighet och säkerhet i Persien som ogiltiga." Samtidigt erbjöd den persiska regeringen sovjetregeringen att ingå nya avtal som tar hänsyn till det nya politiska läget. Lev Trotskij förklarade den 4 januari 1918 att de ryska trupperna skulle lämna Persien inom "kortast möjliga tid". Han syftade då på fredsförhandlingarna med Tyskland. Den 3 mars 1918 undertecknades Freden i Brest-Litovsk som bland annat reglerade tillbakadragandet av de ryska trupperna. De tsarvänliga trupperna drog sig först inte tillbaka och delar av den gjorde gemensam sak med den vita armén för att försöka störta den nya sovjetregeringen. Redan kort efter utgången av första världskriget försökte britterna utnyttja sin stormaktsställning och uppmanade den 9 augusti 1919 den persiska regeringen att underteckna det Anglo-persiska fredsfördraget som i praktiken gjorde Persien till en brittisk koloni.

## Epilog
Åren 1919-1921 skulle bli den stora prövoperioden för det persiska parlamentet. Ledamöterna motsatte sig det massiva brittiska trycket och vägrade ihärdigt trots betalning av stora mutor att underteckna det av regeringen redan undertecknade anglo-persiska kontraktet från 1919.
Även om tiden från 1911 fram till Zia od-din Tabatabais och Reza Khans (senare Reza Pahlavi) statskupp den 21 februari 1921 enligt vissa historiker hade få framgångar, ska betydelsen av den konstitutionella revolutionen inte underskattas. Den författning som den konstitutionella rörelsen kämpat sig till gällde med bara några få ändringar fram till 1979 års islamiska revolution. 1925 ändrades vissa lagar till förmån för den nya dynastin Pahlavi. Senare reformer inom ramen för Mohammad Reza Pahlavis vita revolution gällde införandet av kvinnlig rösträtt och avskaffandet av det feodala systemet samt avskaffandet av livegenskapen och en jordreform under vilken åkermark delades ut till nu fria bönder.
De islamistiska rörelsernas attentat under Mohammad Reza Shahs regeringstid och morden på flera premiärministrar under efterkrigstiden visar att grundkonflikten mellan de två konstitutionella uppfattningarna, maschruteh med en borgerlig stat av västerländsk modell och maschrueh med en av det muslimska religiösa ledarskapet ledd islamisk stat ännu idag inte kunnat lösas, Med den islamiska revolutionen 1979 ersattes den konstitutionella monarki som skapades under den konstitutionella revolutionen 1907 med en islamisk republik. Revolutionsledaren Khomeini beskrev i sina skrifter den av konstitutionalisterna 1909 avrättade Sheikh Fazlollah Nuri som en förebild som hade kämpat för religionens överhöghet över det politiska systemet i Persien. Det av exiliranier ofta framförda kravet på en sekulär stat återspeglar också de diskussioner som inom ramen för den konstitutionella revolutionen fördes redan 1906-1911.

## Konstitutionalisterna och deras motståndare

### Konstitutionalister (Mashrutekhāh-hā)
- Mirza Jahangir Khan - grundare och redaktör för tidningen Sur-e Esrāfil
- Sattar Khan - betydande ledare för den konstitutionella rörelsen.
- Bagher Khan - betydande ledare för den konstitutionella rörelsen.
- Ali Akbar Dehkhoda - persisk humanist och språkvetare
- Mirza Khan Kutschak - betydande ledare för den konstitutionella rörelsen. Grundare av Jangalirörelsen.
- Yeprem Khan - iransk-armenisk revolutionsledare
- Ali-Qoli Khan Bakhtiari (känd som Sardar Assad) - bakhtiarisk klanledare
- Hasan Pir-Nia - persisk politiker
- Hosein Pir-Nia - persisk politiker
- Ahmad Kasravi - persisk författare och islamkritiker
- Hassan Taghizadeh - inflytelserik persisk politiker och iranist
- Zia od-din Tabatabai - persisk journalist och politiker
- Abdolhosein Teymurtash - en blivande inflytelserik statsman
- Mehdi Qoli Khan Hedayat (Mokhber os-Saltaneh) - betydande persisk politiker och premiärminister under Reza Shah
- Sepahsalar Tonekaboni - betydande ledare för den konstitutionella rörelsen
- Edward G. Browne - brittisk iranist som stödde den konstitutionella rörelsen
- Morgan Shuster - amerikansk skattmästare och ekonomisk rådgivare för den persiska regeringen.
- Howard Baskerville - amerikansk lärare som stödde den konstitutionella rörelsen och dödades i striderna runt Tabriz

### Absolutister (Mostabedān)
- Mozaffar ad-Din Shah - persisk kung
- Mohammed Ali Shah - persisk kung
- Vladimir Ljachov - rysk överste och befälhavare för kosackbrigaden.
- Abdol Majid Mirza Eyn al-Dowleh, premiärminister under Mozaffar ad-Din Shah, senare två gånger premiärminister i en konstitutionell regering.

### Mullor
- Mohammad Kazem Chorasani, konstitutionalist
- Seyyed Jamaluddin Esfahani, konstitutionalist
- Seyyed Abdullah Behbahani, konstitutionalist
- Seyyed Mohammad Tabataba'i, konstitutionalist
- Mirza Hosein Na'ini, konstitutionalist
- Sheikh Mohammad Waez
- Seyyed Mohammad Kazem Yazdi, anti-konstitutionalist.
- Sheikh Fazlollah Nuri, anti-konstitutionalist. Avrättad efter den konstitutionella rörelsens seger.